# 東京ドーム
東京ドーム（とうきょうドーム）は、東京都文京区後楽にあるドーム球場。プロ野球・セントラル・リーグ（セ・リーグ）の読売ジャイアンツ（読売巨人軍）が専用球場（本拠地）としている。
1988年（昭和63年）3月18日に開場した日本初の屋根付き球場で、株式会社東京ドームが運営する東京ドームシティの中核施設。野球のほかに、格闘技・プロレスの興行やコンサート、商品の展示会なども行われている。建築面積は46,755m2。

## 概要
日本初の全天候型多目的スタジアムで、後楽園球場の実質的な代替球場として後楽園競輪場の跡地に開場。
1978年に保坂誠の後楽園スタヂアム社長就任後に屋根付きの新球場構想が持ち上がり1980年5月からプロジェクトチームによる研究を開始し空気膜式の屋根を用いて競技場敷地に建設する方針とした。1980年10月に竹中工務店に新球場建設を打診し当初は鉄骨造も検討されたが建設費に400億円以上が概算され収益が見込めないことや保坂の「話題性も考えてほしい」との考えから空気膜構造を用いることとなり、1981年8月にアメリカのガイガー・バーガー社（en）と空気膜屋根工法の技術提携を結んだ。1982年8月には東京都江東区の技術研究所に25m四方のサイズで、空気膜式屋根の実験棟を建設し研究を本格化させた。
1984年9月5日に「後楽園エアードーム」の仮称で建設計画を発表。1986年の後楽園スタヂアム設立50周年事業の一環となる、後楽園エリアの再開発計画に合わせて進められた。全天候型のエアドーム型球場で野球をはじめサッカーなどの競技の他国際会議や見本市等多目的な利用を想定し、グラウンド面積約13,000平米・収容人数56,000人・工期約34ヶ月・1988年春完成を目標とした。しかし都市計画公園内での建築制限やエアドームが建築基準法の想定外となっていたことが建設に関しての懸念材料となっていたものの1984年10月に東京都の都市計画公園事業として認可、1985年5月には建設大臣から認可を受けた。同年5月16日に起工式を実施、1987年6月28日には膜屋根の展開作業を完了、7月22日に上棟式と披露パーティを実施。
1988年3月11日に定礎式、3月17日にオープニングセレモニーが開かれ、3月18日にこけら落としイベントとして巨人と阪神のオープン戦が行われた。4月8日に初の公式戦「巨人 - ヤクルト」（夜に「日本ハム - ロッテ」）が行われた。その日の関東地方は4月としては珍しく大雪で同じ関東地方の西武ライオンズ球場（当時はドームではなかった）での開幕戦は中止となったが、東京ドームの開幕戦は予定通り行われ、ドームの威力を早々と発揮した形になった。
愛称は「BIG EGG（ビッグエッグ）」で、1986年の東京ドームの正式名決定とともに制定され「Big Entertainments & Golden Games」（大きな娯楽と輝かしい試合、心に残る楽しいゲーム）の略や、丸みのあるドームの形状から「未来の可能性に満ちた何が飛び出すかわからない巨大な卵」、「卵型のドームから新しい歴史を生む」といった思いが込められた。1998年まで東京ドームグループの旧称として「BIG EGGグループ」という社名が使われていたが、2000年1月1日に周辺エリアの「ビッグエッグシティ」の愛称を「東京ドームシティ」に改めたことにより公式に廃止されている。
空気膜構造屋根を持つアメリカのメトロドームをモデルとして設計された。特徴的な屋根は総重量400トンに達し、1987年6月28日の午前中にインフレート（空気入れ）が行われ、以後、今日まで一度もしぼんだことがない。2002年からロングパイル人工芝を日本の野球場で初めて採用した。天然芝に近い感触の特殊な繊維とクッション材を採用し、選手の負担を軽減している。ドームの広さは約216メートル四方で建築面積は46,755m2、容積は約124万m3（東京ドーム (単位)も参照）。
2015年度の実績では、撤去・設営も含めた稼働実績は87.4%。そのうち野球が占める割合は4割程度で、その他はコンサートなどの各種イベントが占める。
屋内の屋根付き会場としては、日本最大の収容人員を誇る。ちなみに、日本2位は札幌ドーム、日本3位はナゴヤドームで、最大収容人員が5万人を超える日本の屋内会場は、この3つのみ。
開場から1ヶ月間の開催実績
- 3月17日　東京ドーム落成式「オープニング・セレモニー」。22番ゲート前でテープカット、場内で神事、全米高校選抜ドリルチームによるダンス
- 3月18日　江川卓サヨナラ登板式。投手江川卓（前年に引退）、打者掛布雅之
- 3月18日　プロ野球オープン戦「巨人対阪神」。始球式、竹内壽平NPBコミッショナー（当時）
- 3月19日・20日　東京ドーム「オープニングイベント『マーチングバンド世界選手権』」ゲストTHE ALFEE
- 3月21日　ボクシング統一世界ヘビー級タイトルマッチ「王者マイク・タイソン 対 挑戦者トニー・タッブス」
- 3月22日・23日　ミック・ジャガー「Japan Tour 1988」
- 3月28日　HOUND DOG「BLOODS LIVE CONCERT TOUR 1986-88」
- 3月29日-4月3日　サッポロビールプロ野球トーナメント（東京ドーム完成記念、セ・パ全12球団による初のトーナメント）
- 4月4日・5日　BOØWY「LAST GIGS」
- 4月8日　プロ野球公式戦。昼「巨人 - ヤクルト」、夜「日本ハム - ロッテ」
- 4月11日　美空ひばり「不死鳥/美空ひばり in TOKYO DOME 翔ぶ!! 新しき空に向かって」

## 施設概要
- 国土交通省 国土地理院 地図・空中写真閲覧サービスの空中写真を基に作成中央付近の白い建物（1989年撮影）
- 東京都文京区後楽一丁目付近の風景
- 東京ドーム（2015年撮影）
- 東京ドームの正面（2019年4月撮影）
- 内野席入口（2019年4月撮影）
- ライトアップされた東京ドーム（2013年11月）
- 試合開始前のセレモニー（2019年4月撮影）

### 球場データ
- 所在地 - 東京都文京区後楽一丁目
- 建築面積 - 46,755m2
- 建物高さ - 56.19m
- 階数 - 地上6階・地下2階
- 容積 - 1,240,000m3
- 収容人数（詳細は後述） - 野球時約43,500人、コンサート時55,000人
- フィールド - 両翼100m、中堅122m、左右中間110m
- グラウンド面積 - 13,000m2
- スコアボード - 2基（メイン・サブ）
  - メインスコアボード - 全面フルカラーLED（三菱電機製・オーロラビジョン、7.0m x 34.0m）
- 内外野 - ロングパイル人工芝「フィールドターフ」
- 外野フェンスの高さ - 4.24m（ラバー 4.0m + ネット 0.24m）
  - 2009年（平成21年）まではラバーのみの4.0m
- グラウンド面からの屋根の高さ - 61.69m

### 落成・供用開始日
- 落成式 1988年（昭和63年）3月17日[1]
- 公式戦開始日 同年4月8日

### フィールド

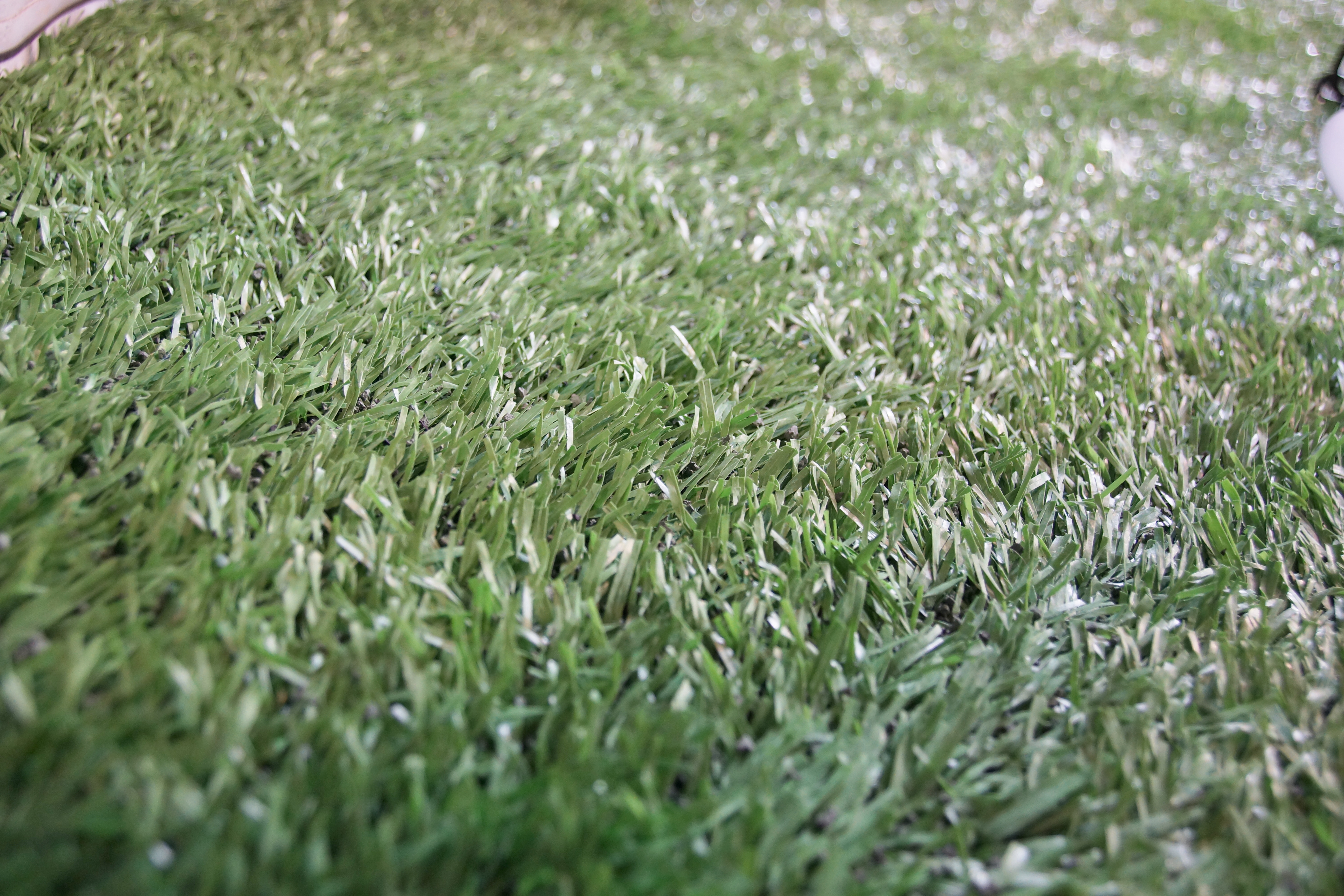
人工芝「フィールドターフHD」（2015年5月）

フィールドは人工芝を採用。開業後は巻き取り式のショートパイル人工芝を使用していたが、2002年（平成14年）から試合会場としては日本で初めて、天然芝に近い性質を持つといわれるロングパイル人工芝「フィールドターフ」を導入した。導入の背景としては、膝痛に苦しみながら中堅手として出場を続けていた当時の巨人の主力選手松井秀喜への配慮があったとされる。このフィールドターフは2007年（平成19年）3月、2014年（平成26年）3月、2019年（平成31年）3月と、3回張り替えが行われている。

#### 外野フェンス
外野フェンスは2010年（平成22年）から従来のラバーフェンス（高さ4.0m）にネットフェンス（高さ0.24m）を付け加えたものとなっている。ネットフェンスを付け加えた主目的はホームランを判定しやすくするため。2018年（平成30年）からは、外野フェンスのクッション部分がそれまでのものよりも柔らかくなった。
ラバーフェンスのスタンド側上部には手すりがあり、開業当初はそれに打球が当たった場合はインプレーであった。しかし、1990年6月9日に落合博満がバックスクリーン手前の手すりに直撃してグラウンドに跳ね返ってくる打球を放った際、福井宏二塁塁審はフェンスを超えていたとして本塁打と判定した。これを機に、同審判が手すりの紛らわしい部分の撤去を要望するなど、判定の難しさが指摘されていた。その結果、藤田元司巨人監督と近藤貞雄日本ハム監督及び審判との協議によって、1991年から手すりに当たった場合は本塁打というルールに変更された（ほか、フェンス上端部を黄色に着色することも決定された）。
外野からは十分な高さがあるフェンスは、客席の最前列からは低く、落下の危険性や観客がホームランにならないような打球に触れることも容易であるという欠点もある。2014年（平成26年）4月19日の対中日戦で坂本勇人が大野雄大から放った左中間への大飛球は、当初は本塁打と判定されたものの、のちビデオ判定の結果、最前列にいた観客が手すりを超えてインフィールド側まで手を出して直接捕球したことが確認されたため二塁打に変更された。一方、2023年（令和5年）8月13日の対横浜DeNAベイスターズ戦で坂本勇人が上茶谷大河から放った左中間への大飛球は、2014年の事例と同様に最前列にいたファンが手すりを超えて捕球を試みたが（捕り損ねてボールはフィールドに落下した）、この時は二塁打と判定され、のちのビデオ判定による検証でも覆ることはなかった。ただ、ビデオ判定直後の審判による説明では、観客の妨害により本塁打が二塁打に変更されたとも解釈できる説明がなされたこともあり、試合翌日の14日にNPBはこの件で詫びを入れるとともにファンに対し異例の「お願い」を出した。

#### ホームランが出やすい理由
ホームランの出やすさの理由として、第一に、左中間・右中間の膨らみが小さく110mしかない（両翼からセンターの最深部までほぼ直線の構造である）ことが挙げられる。これは現在の12球団の本拠地球場の中で最も狭い（なお、福岡ドームもホームランテラスを設置後は同じ規格となっている）。第二に、屋内球場のため風の影響を受けない上に構造上湿度が低くなっているため打球が伸びやすいことが挙げられる。なお、エアドームの気圧の影響で打球が伸びると言われることもあるが、理論上高い気圧では打球は伸びなくなる以上、これは誤りである。
もっとも、東京ドームは野球規則1.04に記載されている国際基準を満たすNPB初の本拠地球場であり、完成当時としては広い球場だった。実際に後楽園球場でなされた1987年（昭和62年）の公式戦は112試合で234本の本塁打（1試合平均2.09本）が出たが、東京ドームの1988年（昭和63年）の公式戦112試合は147本（1試合平均1.31本）が出たにとどまり、約4割減少している。さらに、コンピュータ分析では、王貞治の868本塁打のうち、東京ドームなら322本減るという結果も出ていた。
他球場と比較しても、東京ドームの1試合当たりの平均本塁打数は、各球団の本拠地（巨人と日本ハムが本拠地としていたため、全12球団で全11球場）中、1988年10位、1989年10位、1990年11位であり、数字の上でも本塁打の極めて出にくい球場であった。しかし、その後は、1991年7位、1992年6位、1993年6位、1994年6位、1995年7位、1996年6位、1997年3位、1998年1位、1999年2位、2000年1位と、他球団が広い球場に本拠地を移転したり球場を拡張したりする中で、東京ドームは相対的に本塁打の出やすい球場となっていった。
それに加えて、ボールの影響がいわれており、それまでのタマザワ製ボールだったのを1992年からミズノ製に変えたために、本塁打が増加したとされる。それを裏付けるように、開業した1988年の1試合当たりの本塁打数は1.31本（112試合で147本）だったのに対して2004年は3.43本（76試合で261本）と2.6倍以上に増加し、統一球導入前後で、2010年は2.88本（73試合で210本）・2011年は1.42本（69試合で98本）と半数以下に激減している。
この最中、1998年（平成10年）には東京ドームで本塁打が急増したため、読売新聞で分析がなされ、左・右中間の膨らみが無いこととともに、スタンドにしか冷房が当たらない構造から「冷房によって外野席の気温が下がれば『風』がグラウンドから吹きつけることは考えられる」という仮説を挙げている。

### 屋根・天井

#### 構造

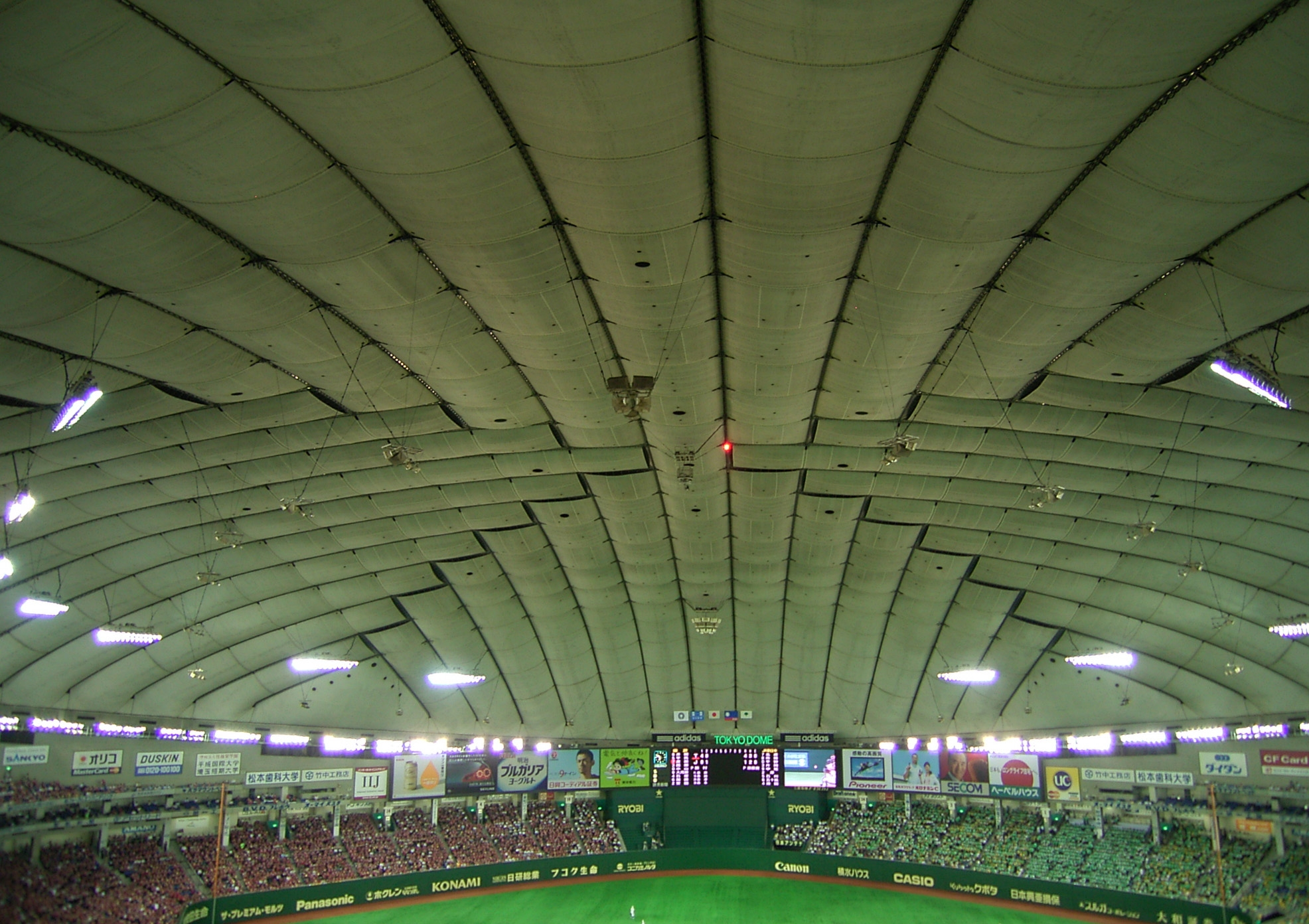
天井

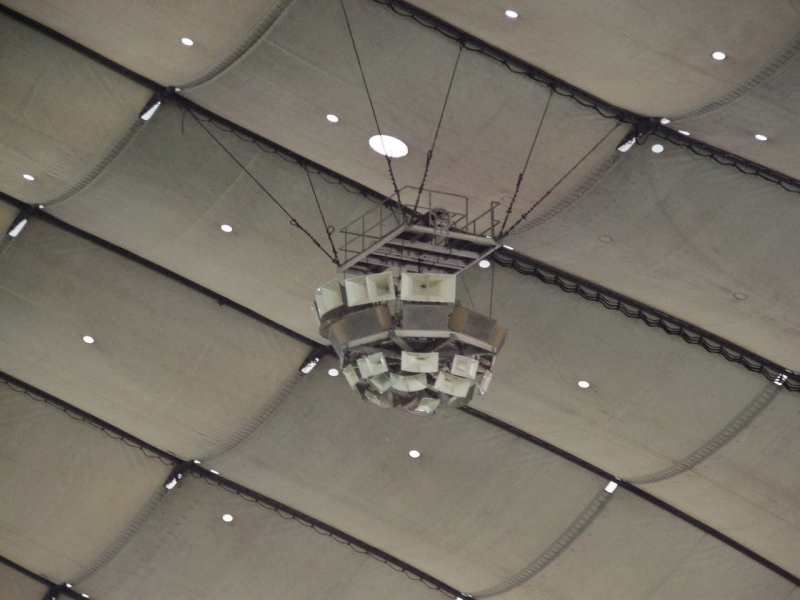
センタースピーカー（2016年の改修工事により現在は撤去済）

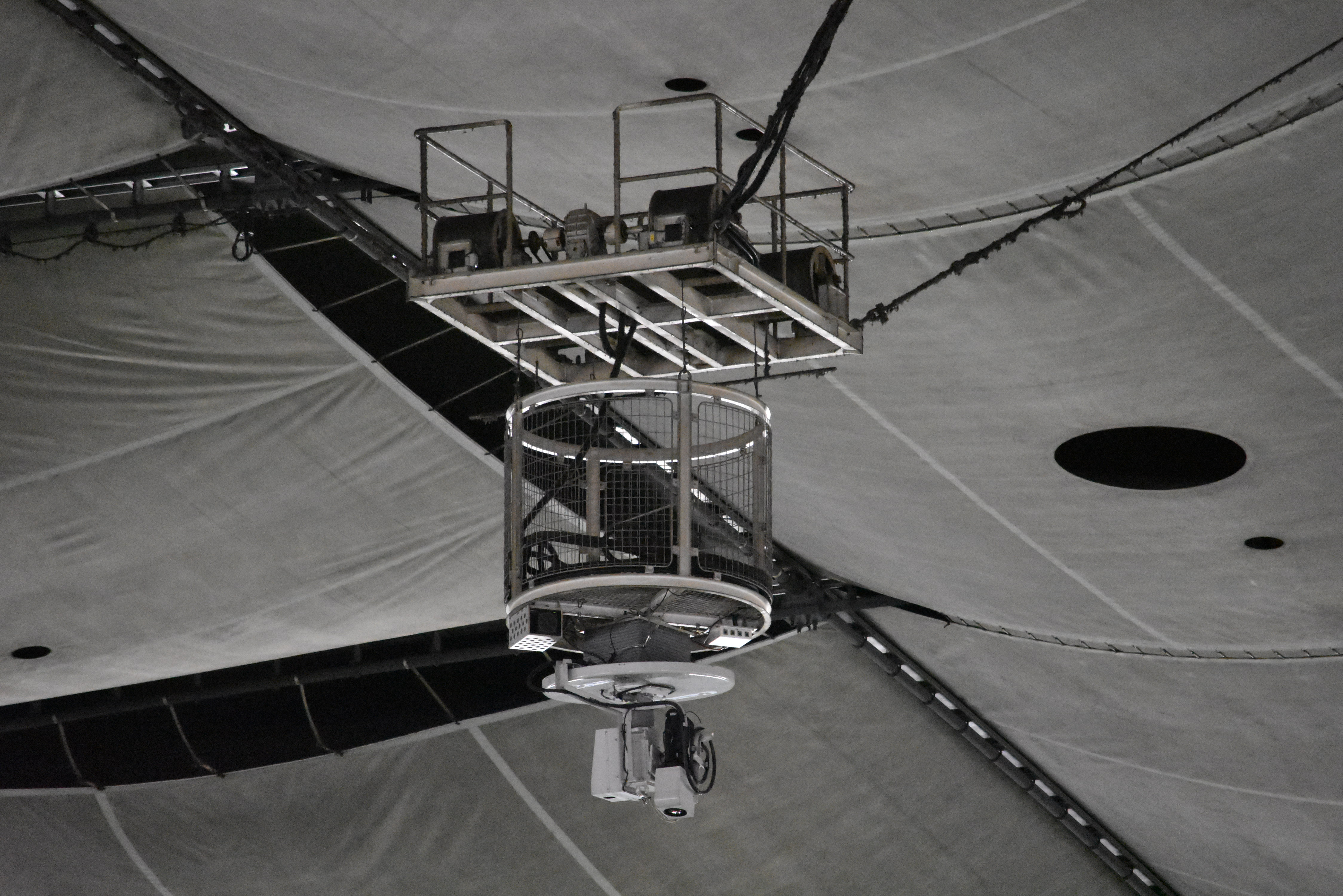
中央部のテレビカメラ（2019年4月2日撮影）

屋根は空気膜構造と呼ばれるもので、内部の空気圧を外部よりも0.3%（3ヘクトパスカル）高くして膨らませている。インフレートと呼ばれ、完成時に屋根を膨らます作業が行われた（この作業はメディア等でも取り上げられている）。圧力差を維持するために送風ファンを合計36台設置しており、ドア開閉がある場合は10台から18台、ドア閉鎖時は2台を動作させて気圧を維持する。出入り口は手動式回転ドアやエアロックが設置されており、全面的なドア開放は与圧が抜けて屋根が潰れる原因になるので出来ない。多数の観客が退場する際は通常のドアも開放されるが、気圧のため外向きに強い風が起こり注意を要する。この風は回転ドアのわずかな空間でも発生している。隣接する小石川後楽園の日照に配慮するため、屋根の高さが外野方面に向かって低くなっていくように設計されている。
屋根は28本のワイヤを8.5メートル間隔で縦横に並べ、その間に二重構造の膜を張ったものとなっている。膜はガラスクロス（織物）の表面をフッ素樹脂でコーティングしたもので、耐候性・耐熱性・非粘着性に優れた不燃材料である。内膜は音を吸収する特性もある。耐用年数は20年以上。総重量は400トン。太陽光の約5%を透過する。施工は太陽工業。ワイヤからテレビカメラ（中央部）、スピーカー（中央部1個、膜屋根周辺21個）、照明（14ヶ所）が吊るされている。
- 外膜は厚さ0.8ミリメートル。アメリカのケミカル・ファブリックス社製品。
- 内膜は厚さ0.35ミリメートル。中興化成工業社製品。

中央部のテレビカメラ（通称『トップアイ』）からの映像は、野球中継だけでなくNHK・民放各局の夜のスポーツ速報番組などに使われていた。最近の巨人戦などの野球中継ではあまり頻繁に使用されないが、投手の投球練習を上から撮影する際などに使用されている。巨人の優勝決定時に行われる胴上げの際は『トップアイ』からの映像が必ず使用される。
天井の高さ61.69mは1964年の後楽園球場開幕試合に巨人の王貞治が国鉄・金田正一から放った超特大の場外ホームラン（推定飛距離151m）から導き出された数字で、それ以上の打球が来ても屋根に当たらないように高さが設定された。完成直前の東京ドームをテレビの収録で訪れた長嶋茂雄は「この天井にボールをぶつけることは無理でしょう」と述べていたが、実際は打球が天井や懸垂物に当たった例は多数ある（東京ドームの特別ルールの適用例を参照）。

#### 東京ドーム特別規約（特別ルール）
東京ドームは打球が天井や懸垂物に当たった場合などに備えて特別ルールの「東京ドーム特別規約」が設けられている。
東京ドーム特別規約（2016年現在）の内容は以下の通り。
- 打球がフェア地域の天井や懸垂物に当たった場合（上記1関連）
  - 打球がフェア地域の天井や懸垂物に当たった場合はボールインプレイで、落下地点または野手が触れた地点でフェアボールかファウルボールか判定する[49]。
    - 1988年（昭和63年）7月4日 - 日本ハム対阪急戦で、ダラス・ウィリアムズ（阪急）の打球が天井に当たったが2階内野席に落ちたためファウル（特別ルール適用第1号）[53]。
    - 1990年（平成2年）6月5日 - ラルフ・ブライアント（近鉄）の打球が天井に当たったが二塁手が捕球してアウト（天井に当たった打球がフェアになった第1号）。東京ドーム初の認定本塁打はこの翌日に出ている（後述）。
    - 2005年（平成17年）7月30日 - 巨人対中日戦で、通算350号本塁打まで残り1本に迫っていた江藤智（巨人）が本塁打性の特大飛球を放ったが、打球は屋根に当たりグラウンドに落下。中日の左翼手・英智に捕球され、350号は幻となった（通算350号は西武へ移籍した翌年4月15日に達成）。
    - 2007年（平成19年）7月20日 - オールスターゲーム第1戦で、オールパシフィックの山﨑武司（楽天）が天井に当てている（結果はサードのファウルフライ）。
    - 2010年（平成22年）7月3日 - 巨人対阪神戦で、クレイグ・ブラゼル（阪神）の打球が天井に2度当たりグラウンドに落下することなくそのまま右中間席中段へ入りホームランとなった[54]。

  - 打球が外野のフェア地域に設けられた懸垂物に当たった場合はホームランとなる[53]（認定ホームラン、過去3例）。
    - 1990年（平成2年）6月6日（1例目） - 日本ハム対近鉄戦で、ラルフ・ブライアント（近鉄）が角盈男（日本ハム）から記録。打った打球をセンター守備位置上にあるメインスピーカーに直撃させた（推定飛距離160メートル）。これをきっかけに、東京ドームはメインスピーカーに当てた認定ホームランを記録した選手に対してスピーカーの提供メーカーより賞金150万円を贈呈することにした[注 5]。
    - 2008年（平成20年）6月7日（2例目） - 巨人対ロッテ戦で、フリオ・ズレータ（ロッテ）がエイドリアン・バーンサイド（巨人）から記録。打った打球をレフト守備位置上にある照明機器に直撃させた（推定飛距離150メートル）。
    - 2014年（平成26年）4月9日（3例目） - 巨人対広島戦で、村田修一（巨人）が今村猛（広島）から記録。打った打球をレフト守備位置上にある照明機器に直撃させた（推定飛距離150メートル）[55]。
- 打球がフェア地域内にある天井の穴や隙間に入り込んだ場合あるいは懸垂物に挟まった場合（上記2関連）
  - 打球がフェア地域内にある天井の穴や隙間に入り込んだ場合あるいは懸垂物に挟まった場合はボールデッドとなり、フェア地域内なら打者走者ともに2個の安全進塁権が与えられ（エンタイトルツーベース）、ファウル地域ならファウルボールとなる[53]。
    - 2002年（平成14年）7月18日 - 巨人対横浜戦で、巨人の松井秀喜が横浜の森中聖雄から記録。ボールは挟まっておらず二重構造の膜の間を通ってライトスタンドの巨大看板上の照明付近まで転がっていた。この「幻のドーム場外」ボールは2日後に取り出され、現在、当ドーム内にある野球殿堂博物館に松井本人のサイン入りで保存されている。
    - 2016年（平成28年）11月13日 - ワールド・ベースボール・クラシック日本代表対オランダ代表戦の強化試合で、日本の大谷翔平がオランダのフロラヌスから記録。打球はライト方向の天井の隙間に入った。ボールは二重構造の膜の間を通って一塁側2階席上段の縁まで転がっていた。このボールは翌日回収され、サイン入りで11月29日から野球殿堂博物館で展示されている[56]。
    - 2024年（令和6年）4月13日 - 巨人対広島戦で、巨人の岡本和真が広島の森下暢仁から記録。ボールが中央部のテレビカメラのゴンドラに乗っかり落下しなかったためエンタイトルツーベースが認められ、2塁走者の門脇誠がホームに生還し得点した[57]。ボールはフィールド内に入れたクレーン車を使って4月23日に回収され、後日岡本本人のサインを入れて野球殿堂博物館で展示予定[58]。

#### 白い天井と守備
開場当初から1990年代までは、デーゲームにおいて、白い天井とボールが同化して野手がフライを見失うケースが続発した（ナイターではほとんど起きない）。
1995年4月22日の日本ハム対西武戦では、西崎幸広が7回終了時までノーヒットノーランだったものの、8回表のオレステス・デストラーデの放った飛球をセンターの大貝恭史が見失って三塁打となり、ノーヒットノーランが途切れた。
第63回都市対抗野球大会（1992年）の準決勝では、4回表の日本生命の攻撃で、無死1塁から内匠政博の放ったライトへの飛球を日本石油の右翼手高林孝行が見失って三塁打となった。また、7回表の日本生命の攻撃では、一死2、3塁でショート後方に上がった飛球を日本石油の遊撃手が見失って二塁打となった。いずれも得点となり、結局1点差で日本生命が勝った。
第66回都市対抗野球大会（1995年）の決勝では、8回裏、2点を追う日本石油の攻撃で、二死2塁から高林孝行が放ったセンターの飛球をNKKの中堅手が見失った結果、同点のランニングホームランとなり、延長戦で日本石油が勝利するなど、天井が優勝を分ける結果となった。高林は、3年前に打球を見失った当事者であり、全力で走っていたという。
第69回都市対抗野球大会（1998年）では、東京ドームの天井で打球を見失ったためにヒットになったケースをカウントした結果、1大会（31試合）で20本との数字が出ている。
しかし2000年代以降は、経年によって天井が黒ずんできたため、上記のようなケースはほとんど見られなくなっている。

### スタンド
オープンコンコースが採用されておりメインとなる内野2階コンコースから直接グラウンドが見える構造となっている。ただし内野側は下段席最上段に設置されたグループシートによる目隠し部分が増えた。当初の下段席最上段後方は内野寄りが車椅子席（12席）で、残りは安価な立見席となっていた。現在はグループシートよりも外野側の車椅子席が30席と増え、残りはカウンター席とカウンター立見席となり安価な立見席は外野席後方のみとなっている。内野席後方立見席の改装はコロナ禍による立見席の販売停止と重なっており、2024年の立見席販売再開時には名称が「立ち見」から「外野立ち見」に変更されている。他に内野は1階と4階、外野は1階にクローズドコンコースがあり、グラウンド面の高さは地下5.5m。
基本的に座席の色は青とシーズンシートのグレーで統一されている。敷地の関係上、日本の球場としては外野席の比率が低い。内野席は2層式で中間にバルコニー席があり、巨人戦は食事付き年間指定席となっている。バルコニー席の中央部分はVIP用スペースとなっており、イベントによってはバルコニー席全体が関係者用スペースにもなる。スタンドのファウルポール付近は可動席で、サッカー、アメフト等の開催時はフィールドを広げられるようになっている。かつてはスタンド下方への自動収納式のものもあったが現在は廃止されている。
巨人主催ゲームについては2009年から2010年まで、阪神戦を除く平日ナイターに限り内野C指定席の一部を学割チケットとして販売していた。また、2023年には平日ナイターに限りD指定席の一部を大学生や専門学校生向けに1000円で販売している。
左翼スタンドのセンター寄りを巨人の応援席にした「レフト巨人応援席」、残りの座席の一部を「ビジターチーム応援席」と設定したため、巨人ファンとビジターファンとの外野の座席比率はおよそ6:4（実質見た目は7:3ぐらいに見える）になっている。元来ライト側に入れない巨人ファンがレフトのライト側寄りで応援していたことと、レフト側でビジターチームを応援する客が少なかったこと、2005年（平成17年）後半戦の阪神戦以外の全ての試合で、バックスクリーン周辺のレフトスタンドの客席の空席が目立ち過ぎたことなどから、設定された席種である。なお阪神戦は、阪神ファンの集客率が他球団のファンのそれと比較すると圧倒的に高い点や巨人と阪神のファン同士での争い事の発生を避けるため「レフト巨人応援席」は設定されておらず、レフト外野席全てが事実上のビジター応援席となっていた。ただし、クライマックスシリーズ開催時は例外で、阪神戦の際も「レフト巨人応援席」が設定される。またコロナ禍で一旦ビジター席の設定が無くなった後に復活した後は阪神戦も他球団戦と同じ扱いになっている。
都市対抗、大学選手権、プロ野球のアジアシリーズが開催される期間中は、一・三塁側スタンド最前列に応援団の特設ステージが設けられる。
2005年（平成17年）から内野一・三塁側のファウルゾーンにフィールドシート（エキサイトシート）を設置（228席）した。2009年（平成21年）からは座席列が2列から4列に増設されて420席（一塁・三塁各210席）となっている。2017年からは一塁、三塁側に合わせて154席増設され、合計574席となった。また38席分に頭上まで防球ネットエリアが新設され「エキサイトEASYシート」と名付けられた。
- プロ野球を開催する場合のみ使用され、アマチュア野球や他のイベントは使用しない。ただし、アマチュア野球の試合であってもシートの撤去はしない。アメリカンフットボールやコンサートなど、特にフィールドを広く使うイベントである場合は撤去される。
- 利用する観客へは防御用のヘルメットとグローブが貸し出される。ヘルメットは必ず着用しなければならない。
- 売り子は入ることができず、入口際のネット越しに購入する。
- 巨人主催ゲームについては年間予約席と一般指定席の2種類が設定され、一般席は抽選で販売される。座席数が非常に少ないため抽選は毎回高倍率となる。
- 2010年（平成22年）〜2018年（平成30年）の巨人主管試合は日本マクドナルド協賛の「マクドナルドエキサイトシート」として運営されていた。協賛の一環として、巨人主管試合では額面1700円以上のチケット（エキサイトシート以外も含む）による入場者に漏れなく全国マクドナルド店舗で利用できるビッグマック割引クーポンが贈呈される。巨人主催試合の一部で巨人と対戦相手双方でホームランが出た場合「BIG MAC TWIN ARCH」としてビッグマックを無料進呈。どちらか一方しか出なかったりホームランがない場合でも200円で優待[68]。
- 2019年（平成31年・令和元年）以降の巨人主催試合は「DAZNエキサイトシート」として運営されている。
- 日本ハム主催ゲームは2008年（平成20年）までシーズンシートだけの設定だったが、2009年からは一般発売もされていた。

パーティールーム エヌズィーケー（PARTY ROOM NZK）
2019年から東京ドーム外野のレフトスタンド下に「シークレット パーティールーム」が設置された。外野フェンスに金網が張られた窓が設けられており、カウンター席から試合を観戦することができる。また大型モニター・ソファが設備された個室で、ホテルメイドのパーティー料理・ソフトドリンクが楽しめる。部屋数は2室で、収容定員は15-25名。
- 現在の3塁側エキサイトシート（2019年4月撮影）
- 過去の1塁側エキサイトシート（2008年までのもの、スタンド席最前列が都市対抗・アジアシリーズ時に特設される応援団ステージ）
- パーティールーム エヌズィーケー（2019年4月撮影）

### 収容人数
プロ野球の各球団は、2004年（平成16年）までその主催のシーズン公式戦の観客数を概数で数字で発表していた。東京ドームは収容人員を1988年から1994年まで56,000人、1995年から2004年まで55,000人とし、巨人戦の観客数を実際の入場者数に関わらず満員の55,000人（1994年まで56,000人）と発表していた。朝日新聞によると、設計段階は50,009人であり行政指導の結果46,314人に減ったが（後述）、「後楽園（満員で5万人での発表、実際の定員は41,337人）よりビッグ、を強調したい、との商魂が先行したため」に、公称56,000人となった。朝日新聞は、「プロ野球がマイナースポーツだった時代、窮余の振興策として採られた水増し発表の必要悪が、今の隆盛時代に“健在”なのは、こっけいであろう」と評していた。
ただし、日本シリーズやオールスターゲームは、各球団ではなく日本野球機構の主催となり、同機構が公益法人（一般社団法人）のため実際の有料入場者数が記録されることになっている。日本野球機構主催ゲームの最多有料入場者数は、1994年日本シリーズ第2戦の46,342人。
2005年（平成17年）からプロ野球全体で観客数発表を実数に近似させるため、通常は実際の入場者ではなくシーズンシートを含めたチケット購入者数を、プロ野球チームが本拠としている各球場でも収容人員の変更が行われているが、東京ドームは観客数発表の方法は変更したものの収容人員の変更はしばらくされていなかった。後に野球開催時の収容人数を約46,000人と公称するようになった。しかししばしば47,000人弱の動員が記録されている。また1998年のアメリカ横断ウルトラクイズでは、5万453人と発表されている。
開場当初、小石川消防署に届けられていた定員は46,314人（そのうち立ち見2,976人）であった。2005年（平成17年）4月13日の産経新聞は、改修を経て現在の数字である45,600人に落ち着いたとある。その後、エキサイトシート新設による増員が行われた。2023年時点で公式ホームページ上では（野球開催時）、約43,500人となっているが、これはグループシートの増加と立見席がほぼ廃止された影響と思われる。
グラウンドにも座席を設置できる格闘技のイベントでは、2002年12月7日の「K-1 WORLD GP 2002 決勝戦」が主催者発表で74,500人、1998年（平成10年）4月4日の新日本プロレス他主催の「燃える闘魂アントニオ猪木引退試合」が主催者発表で70,000人などの記録がある。

### スコアボード・映像装置

#### 初代（開場～2004年シーズンまで）
1988年（昭和63年）の完成時のスコアボードは、バックスクリーン側の三菱電機製白黒2色の「スコアボード」とフルカラー表示の「オーロラビジョン」、バックスタンド上部にある白黒2色のサブボード（スコア表示のみ）だった。打順のチーム名表示は開場初年のみ「巨人」「阪神」などの通称を使用していたが、翌年から「ジャイアンツ」「タイガース」といったニックネームに切り替わっている（文字はどちらも明朝体）。2003年に、後述するスコアボード部改修を機に再び通称表示（パ・リーグの場合は「大阪近鉄」「福岡ダイエー」「千葉ロッテ」など）に変更されたが、2004年にニックネームに戻された（2003年以降の文字はどちらもゴシック体）。
オーロラビジョンは1990年（平成2年）にハイビジョンサイズへ変更、1999年（平成11年）に全面改修された。2001年（平成13年）にサブボードも三菱電機製のフルカラー表示の全面オーロラビジョンに全面改修された。
2003年（平成15年）にスコアボード部が改修され、ホームラン時の映像パフォーマンス（ホームチームのみ）が上半分の表示から全画面表示になった。各選手の打率（AV）、ホームラン（HR）表示に打点（RBI）が加わった。球速表示も単位が"km"から"km/h"に変更され、スコア部分のチーム名表示が普通のアルファベットから各球団の帽子のマークに変更された（2004年以降の西武と近鉄は帽子のマークがイラストのみのため、西武は胸マークの「L」の筆記体、近鉄は太字の「Bu」が使用された）。選手名に使用されていた文字の字体が多少変更された。2004年（平成16年）のシーズン途中からは、サブボードの球速表示部分にも打席の選手名、打率（AV）、ホームラン数（HR）が表示されるようになった。球速表示はその下に表示される。

#### 二代目（2005年～2021年シーズンまで）
2005年（平成17年）にバックスクリーン側のスコアボードとオーロラビジョンの全面改修が行われ、フルカラーLED表示の全面オーロラビジョンになった。フォントがCanonの角ゴシックCaに変わり、従来のものと違い両チームのメンバーを上から下へ縦表示になり、守備位置表示が数字から英語略称になった（投手=P、捕手=C、一塁手=1B、左翼手=LF、代打=PH、代走=PRなど）。
2006年（平成18年）から、バリアフリー対策の一環で選手名部分の字体の幅が太くなった（それ以外はこれまで通り）。その影響でペットマークを表示していた部分がなくなり、チーム名を選手名の上部に表示するようになったため、一列に入る選手名が9人分となった。このため指名打者制の試合時は、5番打者の名前の横（3塁側のチームは右側、1塁側のチームは左側）に投手名が表示されている。
2007年（平成19年）より、スコアボードをより見やすく、わかりやすくするため、守備位置表示が英語略称から日本人になじみのある数字に戻り、投球数表示が追加され、オーロラビジョン部分がハイビジョンサイズ（16:9）になる。打率・ホームラン・打点の表示も英語から日本語に変わった。枠の色が緑から文字の部分と同じ黒に変更されており、球速やヒット、エラーなどの記録は黄色で表示される。前年開催された2006 ワールド・ベースボール・クラシックアジアラウンドで投手の投球数制限をわかりやすくするために使用された投球数表示をこのシーズンから公式戦でも使用し始めた（巨人主催試合のみ、日本ハムをはじめとするパ・リーグやアマチュアでは表示されない）。
野球の試合で使用する場合、スコアの表示は開設当時は9回まで（10回以後は9回までのスコアを消去して10回から18回までのスコアを表示する）だった。2003年（平成15年）の改修に際して、延長戦の表示について、プロ野球のように延長が12回までしか行われない場合は1回から9回までのスコアの幅に1回から12回までのスコアを、幅を詰めて表示するようになった。都市対抗野球大会など、延長が13回以降も行われる可能性がある場合は、従来通り9回までのスコアを消去して10回から18回までのスコアを表示する（現在のスコアボードも同様）。2007年（平成19年）からスコア部分のチーム名表示がアルファベット1文字になった（2011年までは横浜とオリックスは共に「B」と表示されていた）。ただし、2文字以上表示することも可能であり、2008年のアジアシリーズはSKワイバーンズが「SK」・統一セブンイレブン・ライオンズが「U・L」・天津ライオンズが「T・L」と表示され、2012年に行われたMLB開幕戦ではシアトル・マリナーズが「SEA」・オークランド・アスレチックスが「OAK」と表示された。2012年からDeNAは「DB」と表示されている（オリックスは「B」のまま）。
2011年シーズンから国際慣習に基づき、ボールカウントを「SBO」から「BSO」表示に変更した。
2017年からは一軍での巨人主催ゲームのみにおいて右下のスペースに投手成績、打者成績が表示されるようになった。投手は登板数、投球回数、奪三振、防御率が表示されており、打者は打数、安打、四死球、得点、長打率、出塁率、盗塁数、得点圏打率が表示されている。
- 内野席より見たスコアボード（2019年4月撮影）
- 外野席より見たスコアボード（2019年3月撮影）
- 回転パネル式の広告看板があったころのバックスクリーン（2007年夏の都市対抗野球大会時撮影。2022年の大規模改修に際して、この旧オーロラビジョンとバックスクリーンが一体化したビジョンに改築されている。）
- バックネット裏スコアボード（2019年3月撮影）

#### 三代目（2022年シーズン以降）
2021年のオフシーズンより、2年かけてメインビジョンとサブビジョンの大規模改修工事が予定されていたが、予定を1年早めて2022年シーズン開幕までに完成させる方針を固めた。
当初の予定では、2021-22年のオフシーズンでは従来のオーロラビジョンが設置された箇所＋レフト側で最もバックスクリーン寄りにあった広告パネルのうちの1枚＋バックスクリーンの回転パネル型広告盤（プリズムビジョン）を一体化して、従来の2倍程度のサイズの大きさにする予定がなされていたが、これを1年前倒しにして、当初2022-23年のオフシーズンにかけて予定していた完成形のものにした。従来の約238m2からみて約4.4倍相当の約1050m2・横幅約125.6mのLED巨大フルカラーボードを旧来のセンターバックスクリーン付近から、広告パネル（11枚）が掲げられていた外野席のほぼ全体にかけて設置するもので、画質もプロ野球公式戦が行われる球場では最高峰のものとなった。ビジョンの拡大により、従来から看板広告を提供していた協賛各社のパネル（引き続き看板を掲示する左中間・右中間各1枚を除き、かつ初代オーロラビジョンが設置された箇所相当分を含め10枚相当）と、バックスクリーンに提供していたパネル広告は、リニューアルされた電光掲示板にも再現され、リボンビジョン（後述）と同じように様々なパターンの広告を掲示できるようになった。また、それまで常設であった時計とボールカウンターについては、ビジョン内で表示する形式に変更された。
この新メインビジョンと連動する形で、音楽や照明との一体化した映像や静止画、アニメーションなどの映像演出を展開するほか、外野席のフェンス最前列に、ポール際から左中間・右中間に向かう形で設けられるリボンビジョン（縦1.28m×横53.76m、面積68.813m2、画素ピッチ10㎜×2面）を設置した。
このほかスコアボードとの連動によるDMXというシステムを使い、各種映像演出と一体化した照明パターンを展開している。
- 2022年改修後のビジョン全景(2022年6月3日撮影)
- 2022年改修後のスコアボード(2022年4月10日撮影)
- 侍ジャパンU-18壮行試合 高校日本代表 対 大学日本代表（2023年8月28日撮影）

### 放送席

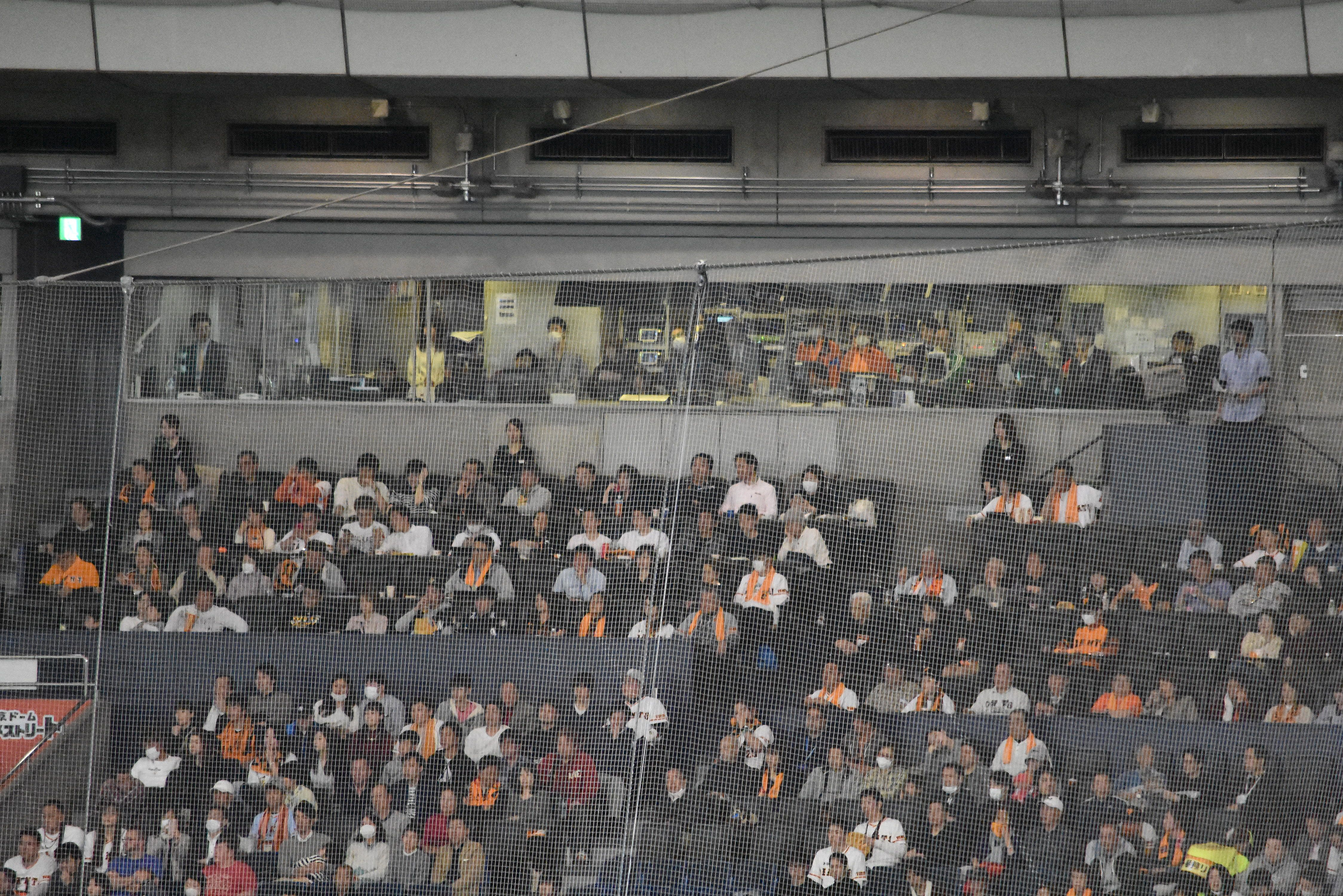
放送席（2019年3月24日撮影）

ネット裏の放送席の配置は、三塁側から順に東京ケーブルネットワーク、ニッポン放送、ラジオ日本、テレビ朝日、NHK、日本テレビ、文化放送、TBSラジオ、6局共用ブース（北海道放送、CBCラジオ、ラジオNIKKEI、RKB毎日放送、朝日放送ラジオ、MBSラジオ）となっている。
6社共同ブースは、ラジオNIKKEIは日本短波放送時代に後楽園球場からプロ野球中継を行っていた名残で使用権を持っているが、2021年現在は中継の制作を行っていない。北海道放送とRKB毎日放送は交流戦の巨人主催試合、あるいは日本ハム・ソフトバンクの主催またはビジターのパ・リーグ公式戦で（2017年以前はTBSラジオの、2018年以降の平日は文化放送の、週末はニッポン放送のブースを借りる場合もある）、CBCラジオは巨人主催試合を聴取率調査期間中や一部週末デーゲームに自社制作する時に使う程度である（後者の場合は2017年まではTBSラジオの、2018年以降はRFラジオ日本のブースを借りることもある）。
東京ケーブルネットワークの放送席は地上波のテレビ埼玉（過去に千葉テレビ放送も）、CS放送のGAORA（プロ野球・日本ハム主催試合と都市対抗社会人野球）、スカイ・エー（アメリカンフットボール社会人Xリーグ）、BS放送のJ SPORTS（プロ野球・楽天主管試合とアジアシリーズ）に使われるほか、ラジオの巨人主催試合を朝日放送ラジオとMBSラジオが並行して制作する場合に朝日放送ラジオが使用する（この場合、MBSラジオが前述の6局共用ブースを使用。2010年以降週末を挟む三連戦でRFラジオ日本や文化放送が中継を一切行わない場合、朝日放送ラジオはRFラジオ日本や文化放送のブースを使うこともある）。
TBSラジオが2017年を最後にDeNA主催試合の裏送り以外の野球中継から撤退したため、TBSラジオのブースは予備ブース扱いとなり、FM NACK5が東京ドームから西武が関与する試合を中継する時に同ブースを使用したことがある。2021年に行われた東京ドームでのDeNA主催試合におけるTBSラジオのビジター地元局への裏送りで、どのブースが使われたかは不明。
放送席に入るために一度コンコースを通らなければならず、観客が解説者などにサインをねだる光景がみられる。日本テレビの番組宣伝などで中継ゲストに有名芸能人が登場したときは試合終了後に放送席裏のコンコースが人だかりして混乱する。

### 野球殿堂博物館
21番ゲート右側に野球殿堂博物館が併設されている。この施設も後楽園球場から「野球体育博物館」の名称で受け継がれてきたが、2013年4月1日に現在の名称に変更された。

### その他
- 球場内へは、グラウンドなどへの投げ込み防止のため、ビンやカン、ペットボトル（1000mlを超えるものおよび凍らせたもの）の持ち込みは禁止されており、各ゲート入り口にて中身を指定の紙コップに移し替えなければならない（水筒や紙パックのものは持込可、2013年途中まで全てペットボトルが禁止）。クーラーボックスやベビーカーなど、観戦の妨げになる恐れのある物の持ち込みもできない（ベビーカーは入場ゲートにて預かり）。1995年（平成7年）の地下鉄サリン事件と2001年（平成13年）のアメリカ同時多発テロ事件以降、入場時に持ち物を検査している。球場内は、1階から2階まで自由に行き来でき、各階の色々な売店にて買い物ができる。ただし、バルコニー席のチケットを持っていない人は、バルコニー席へは移動できない。
- 1998年、開場10周年を記念して1番ゲートを「王ゲート」、3番ゲートを「長嶋ゲート」と改称した。これは後楽園球場時代の名残である。2000年、二人は読売ジャイアンツVS福岡ダイエーホークス（当時）の日本シリーズで監督として対決となるが同球場は1塁側ベンチを巨人の長嶋、3塁側ベンチをダイエーの王が使用している。巨人の監督として、王は背番号1（1988年）長嶋は背番号3（2000年～2001年）と、それぞれ現役時代の背番号を付けて指揮していた。
- 東京ドーム内見学（ガイドつきツアー）と呼ばれている見学会がある。ガイドによる案内で、スタンド席やグラウンドなどを見学できる。
- 一部のイベントでは再入場ができる。イベントにより再入場の手続き方法が異なる。巨人戦は2006年（平成18年）から導入されており、21ゲート、23ゲートで手に再入場を証明するスタンプを押され再入場券が発行される。再入場時にチケットの半券とスタンプ、再入場券が確認できれば再入場できる。
- 1988年の開場時日本の野球場で初めて観客スタンド内が全面禁煙化され、コンコース内に喫煙ブースが設けられた。現在はコンコース内も禁煙化され、指定の喫煙室かゲート外の指定喫煙所で喫煙することになっている[80]。

#### 応援時の規制
東京ドームは、野球開催時に以下のような規制を行っている。
- トランペット（トロンボーン）、カネ、笛、太鼓
  - 指定・許可されたNPB公認の私設応援団のみ持込・使用可[81]
  - 拡声器、ラジカセ等、大音量を発生させる物の持込不可[82]。都市対抗野球大会はマイクの使用が可能[83]。
  - 騒音問題に配慮し、22時以後は使用禁止[84]。
    - 巨人主催試合

基本的にトランペットは同時吹奏6本まで。球場から貸与する8枚の腕章を着用しているトランペット（奏者）が演奏できる。本数を超えたり、腕章なきトランペットを吹いた場合、即刻始末書の提出を求められ、NPBへルール違反の報告を行っている。これに関しては応援団担当の警備員が逐一チェックしている。
    - 日本ハム主催試合

基本的にトランペットは本数制限無し。
- 応援旗
  - 一般客は、縦500mm以内、横500mm以内のものであれば持込可[81]。それ以上の大きさのものは、指定・許可されたNPB公認の私設応援団のみ持込・使用可。ただし、同時に振れるのは6本まで。
  - 旗竿は1本に限り、650mm以内であれば持込可[81]。
- 応援幕
  - 一般客は縦600mm以内、横600mm以内の大きさで、必ず一人が手で持てる仕様であるものであれば、持ちやすくするために柄を2本付けたものでも持込可[81]。2人以上で持つものは、横断幕とみなされ、持込不可となる[81]。それ以上の大きさのものは、指定・許可されたNPB公認の私設応援団のみ持込・使用可。上記の大きさを超える「ゲートフラッグ」は、一般客・応援団共に持込禁止。
  - 手持ちのみとし、球場施設（フェンス、スタンド等）への取り付けは禁止。横断幕に旗竿等を使用したものは、一般客・応援団共に持ち込みはできない。
- 応援ボード等
  - 一般客は、大きさは縦600mm以内、横600mm以内の物で、必ず一人が手で持てる仕様であるものであれば、持込可[81]。ボードを支える棒などは使用できない[81]。2人以上で持つものは、横断幕とみなされ、持込不可となる[81]。
  - 1枚の大きさが規定以内でも、テープ等でつなげた物は持込不可。入り口にて切り離すか、没収となる。一枚ずつに分かれているものを2人以上で掲げ、選手の名前や文章にする行為は許可されている。

応援幕・メッセージボード等の内容は、チームや選手を応援するものに限り、公序良俗に反する内容や誹謗中傷（球団への批判等）を含む内容のものは持込できない。試合中に掲げても、掲げている内容が試合中でも厳しくチェックされているため、発見され次第係員に没収される。
- ジェット風船、紙吹雪、紙テープ
  - 優勝決定時の演出を除き[85]、応援団・一般客とも野球の原則使用不可[81]（ジェット風船は、ドームが空気圧で膨らんでおり、それが基で破裂する恐れがあることから、特に使用許可が出る場合を除いて一切使うことはできない[注 7]。ただし、1998年12月31日から1999年1月1日にかけて行われたJ-FRIENDSのカウントダウンライブはジェット風船が飛ばされていた）。

巨人主催試合は1993年（平成5年）まで、日本ハム主催試合は2006年（平成18年）まで太鼓を使用できなかった。理由は一説によると、東京ドームの応援規制が緩和された1994年（平成6年）に巨人・日本ハム両応援団は「トランペット（トロンボーン）持込数増加」と「太鼓持込」のいずれかを選択することになり、巨人応援団は太鼓を、日本ハム応援団はトランペット（トロンボーン）を選択したといわれる。日本ハム主催試合で2007年（平成19年）以降太鼓が認められるようになったのは、巨人主催試合のビジター戦では太鼓が認められ（パ・リーグ他球団主催試合については不明）、ホーム戦で認められないことに対する矛盾を解消する事が理由であると言われる。

### 大規模改修工事
2016年12月が会社創立80周年に当たることから、同年1月から2019年1月の3年間にわたり、1988年の開業以来初となる大規模改修工事を行った。総事業費は約50億円で、一部休業期間を設けるが基本的に営業を継続しながら段階的に実施する。主なリニューアル内容は以下の通り。
- バックネット裏の1階内野観客席に人工皮革を使ったシート481席を新設（2016年1月〜3月）
  - ダイヤモンドボックス席160席とチャンピオンシート321席を用意、いずれも黒のレザークロスを使用し、クッション性が高く座席幅が従来の約1.2〜1.3倍と広くなったシートを採用、いずれも電源コンセントを備えるほか、ダイヤモンドボックス席は取り外し可能なトレイ、肘掛け一体型のドリンクホルダー、野球中継やリプレイ、選手データを見ることができるタブレット端末、荷物用フックも備える。
  - これに合わせる形で記者席が3塁側に移動する。
- 内野観客席を全席改良（1階：2016年1月〜3月、2階：2017年1月〜3月）
  - 1階席は背もたれと座面にパットを装着し、1階席・2階席ともに座席角度を調整して膝前スペースを従来の約1.5倍に拡張することで、快適性を向上させる。
- アリーナ照明のLED化（外野側：2016年3月、内野側：2017年3月）
  - メタルハライドランプ約1,200灯からパナソニック製のLED投光器約700灯に変更、これにより消費電力が約54%削減可能となるほか、演出効果の高い照明環境を実現出来る。
- 最新音響システムの導入（外野側：2016年3月、内野側：2017年3月）
  - バックスクリーン側にメインスピーカーとして最新のラインアレイスピーカー22台（英 Martin Aubio製MLA）を設置するなど、ライブ会場などで使用されている最新システムに更新し、音の遅延低減や均一な音場など、快適な音響環境を提供する。
- 全てのトイレの便座を温水洗浄便座に変更（2016年3月）
- 周辺環境の整備（2016年2月〜2019年1月）
  - 緑地化や人工地盤の整備、エレベーターや階段の新設、公衆トイレの改修、外灯の増設やLED化などを行う。

前述の通り2021 - 2023年のオフシーズンを利用し、2期に分けてスコアボードの大型化拡充のほか、エントランスや客席のホスピタリティーの改善を進めていく予定だったが、2021 - 2022年のオフシーズンに工期を短縮して展開することになった。
1. 場内コンコースのLEDディスプレーやデジタルサイネージを展開し、エントランスから着席するまで、ジャイアンツの世界に没入してもらう演出を展開
2. 特に巨人ファンの応援団が多数入場するライトスタンドへの入場口である第25ゲートを特にジャイアンツカラーを施して、巨人軍の象徴的なゲートへのリニューアルを図る
3. 客席の拡充
  1. 「THE 3rd PLATINUM BOX」（ザ・サード・プラチナ・ボックス） - 3塁側の1階席にL字型ソファーによる4人定員制のグループシートを設け、カウンターテーブルや試合の映像を見ることができるモニター、USBコンセントなどを設け、高級感あふれる白を基調とした上質な試合観戦空間を提供する
  2. 「SKY TERRACE」（スカイテラス） - 2階席前方に設けるベンチ式ソファーシートで、グループ観戦しやすいように、木目調の仕切りで囲いを作り、食事類を楽しめるカウンターも設置している。
  3. 「MASU CABANA」（マス・カバナ） - 2階のコンコース「MASU SUITE（マス・スィート）」の並びに設ける半個室型タイプのグループ席で、前方にソファー、後方にカウンター席を設け、リゾート気分で野球観戦が楽しめる。
  4. 「CRAFT COUNTER」　（クラフトカウンター） - 2階コンコースの外野寄りに設けるペア観戦専用のカウンター席で、座っての観戦だけでなく、カウンターのみを設けた立ち見指定席も用意。外野席の熱気を観客の好みに応じて楽しめる。
  5. 車いすを増設（従来の22席=1塁側12・3塁側10から、30席=1・3塁側15ずつに拡充するとともに、両翼寄りの場所に移設。付添い用の座席もジャイアンツのロゴ入りで、クッション性も向上させる）
  6. 「ダイヤモンドボックス」を増設（160席→290席。既存のバックネット裏に加え、1・3塁側にかけて2ブロックづつ拡張。試合モニターやフードデリバリーサービスの拡充を図る）これに付随して「チャンピオンシート」もバックネット裏後方に移し、従来の321席→367席に拡張する。
  7. 「MASU SUITE」を1塁側に2部屋（7人部屋・9人部屋）増設。
  8. 「JCBバックスクリーンクラブ」を従来のライト側に加え、レフト側にも新設。グラウンドに面した壁をガラス張りにし、バックスクリーン付近からの特別な景色を楽しめるようにしするとともに、ビュッフェエリアも拡張する。
  9. 「プレミアムラウンジ」も、2008年の新設以来となる大規模リニューアルを実施し、インフォメーションカウンターや大型サイネージ（100インチ）、プレミアムラウンジ利用者の専用バーを設け、従来のビュッフェコーナーを含めて食事のバリエーションを充実させるなど、高級感と機能性をより一層高めた座席へのリニューアルを図る。
  10. グラウンドを一望できるバックネット裏3階の「スゥィート倶楽部」（全28室）が「THE SUITE TOKYO（ザ・スゥィート東京）」にリニューアルし、専用ゲート・フロアを設けて、個室でゆったりと野球観戦ができるようになる。
4. 場内の売店、チケット販売などの各種物販販売を、本格的に完全キャッシュレスに移行し、各種クレジットカード、デビットカード、電子マネーでの購入に対応。（野球以外でも実施）初めてキャッシュレス決済を利用する人のための「DXサポートデスク」も開設される
5. 顔認証入場、顔認証決済の本格的な導入

### 三井不動産による築地新球場計画
2024年4月19日、東京都が中央区築地の旧築地市場周辺の跡地の再開発について、東京ドームの親会社である三井不動産グループを中心とした企業体が事業者となったと発表した。この中には、5万人収容可能な多目的スタジアムの建設が計画されており、一部報道では老朽化が進む東京ドームに代わる巨人軍の本拠地として使用することが想定されていると報じられた。

## 野球での使用

### 日本プロ野球（NPB）
後楽園球場から引き続き、セントラル・リーグの読売ジャイアンツ（以下、巨人と記す）とパシフィック・リーグの日本ハムファイターズ（当時）の2球団が専用球場（本拠地）とした。日本ハムは2004年度に北海道の札幌ドームに移転したため、以降は巨人のみが専用球場としている。巨人は一軍だけでなく、二軍の公式戦でも年に数試合使用する。

#### 読売ジャイアンツ
開場以来、レギュラーシーズンに年間60試合強の主催試合を開催する。2024年までにクライマックスシリーズが10度、日本シリーズが11度開催されている。

#### 読売ジャイアンツ以外による主催試合
日本ハムの本拠地ではなくなった2004年以降は、日本ハムも地方開催という形で継続して主催試合を開催したほか、パシフィック・リーグの日本ハム以外の球団も東京ドームで主催試合を行うようになった。日本ハム以外では、2004年に初めてオリックスが2試合、ダイエーが1試合の主催試合を東京ドームで開催したのを皮切りに、オリックスが2005年と2007年から2009年にかけて毎年2試合を、楽天が2010年から2019年と2023年以降毎年1試合を、ソフトバンクが2012年から2019年と2022年以降毎年1試合（2018年と2019年は2試合）を、ロッテが2016年と2018年・2019年・2023年・2025年に1試合を、西武が2018年と2023年・2025年に1試合を、それぞれ東京ドームで開催した。このように、パ・リーグの現存する6球団は全球団が主催試合の開催実績を持つ。
一方、巨人以外のセ・リーグ各球団については2010年代まで開催実績はなかったが、東京オリンピック・パラリンピック開催の関係でヤクルトとDeNAが2021年に初の主催試合を行ったほか、専用球場の都合から同年の日本シリーズの第3戦から第5戦（ヤクルト主催試合）も行われた（経緯の詳細は後述）。
なお、1952年に日本プロフェッショナル野球協約第38条によって制定された「プロ野球地域保護権」により、東京都の同権利を持たない球団が主催試合を開催する場合、権利を持つ読売ジャイアンツと東京ヤクルトスワローズの両球団に予め承諾を得ることが前提条件となっている。

##### 北海道日本ハムファイターズ
移転前年の2003年11月に東京ドームで開催された東京時代最後のファンフェスティバルで、今村純二球団社長（当時）が「移転後も、東京ドームで12から15試合を引き続き開催します」とファンの前で宣言した。東京ドームでの開催を継続する理由として、東京都にも球団事務所があること、二軍施設は隣県の千葉県鎌ケ谷市のまま継続されていることに加え、旧来の東京のファンの存在を考慮したことなどが挙げられた。
2004年は東京ドームでの主催試合が12試合行われ、2005年は10試合、2006年から2019年までは毎年7〜9試合の主催試合が組まれた。ただ、2020年以降は縮小され、2020年は当初の発表では東京オリンピック・東京パラリンピック開催に伴う他球団の主催試合との兼ね合いで4試合の開催予定に留まり、その4試合も新型コロナウイルスの影響で開催されなかった。2021年は同年に延期となった東京オリンピック・パラリンピック開催に伴う他球団の主催試合との兼ね合いで5試合が開催された。2022年は3試合のみとなり、2023年は全主催試合を新球場のエスコンフィールドHOKKAIDOで開催したため、東京ドームでの開催は35年で途絶えることとなった。2024年以降も同様に東京ドームでの主催試合は行っていないが、2025年はビジター（福岡ソフトバンクホークス及び埼玉西武ライオンズ主催試合）ながら3年ぶりに東京ドームでリーグ戦が行われた。

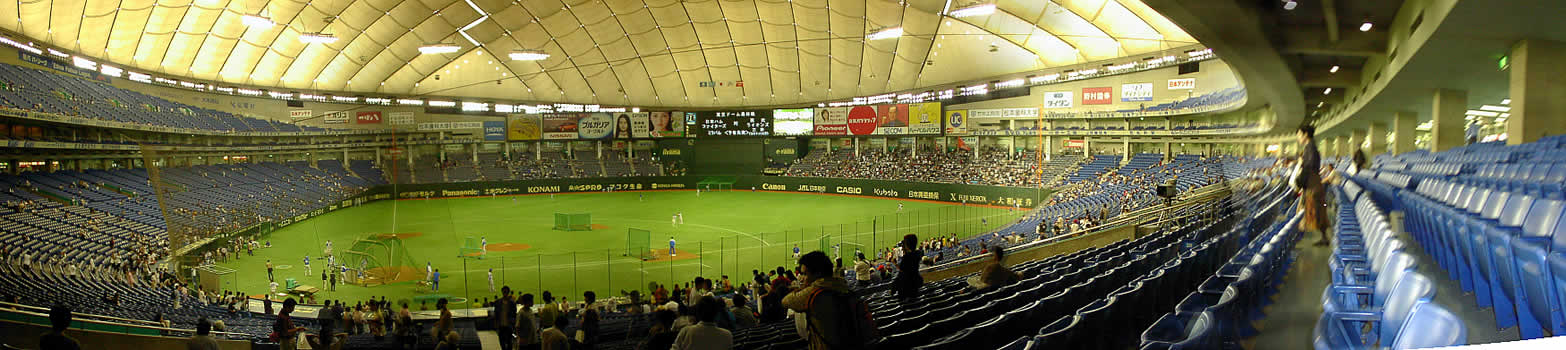
一塁側より撮影（日本ハムファイターズ東京本拠地最終戦）

##### オリックス・バファローズ
オリックス・バファローズは親会社であるオリックスの本店機能が東京にある関係で（大阪府が発祥のため、本社は東京と大阪の2ヶ所体制）、ブルーウェーブ時代の2004年から2009年まで年間2試合の主催試合が組まれた。2010年以降は開催していない。

##### 福岡ソフトバンクホークス
福岡ダイエーホークス時代の2004年6月15日に1試合の主催試合を開催。ソフトバンクが親会社となって以降では2012年から「鷹の祭典in東京ドーム」として2017年までは主催試合を毎年1試合を開催し、2018年は7月9日と10日に、2019年も4月22日と7月8日にそれぞれ2試合ずつ開催。2020年・2021年は当初から開催日程に組まれなかったが、2022年以降は「鷹の祭典in東京ドーム」として6月ないし7月に1試合が行われている。

##### 東北楽天ゴールデンイーグルス
東北楽天ゴールデンイーグルスは2010年から「楽天グループデー」として主催試合を毎年1試合開催している。2020年から2022年までは開催していなかったが、2023年より再開している。

##### 千葉ロッテマリーンズ
千葉ロッテマリーンズは2016年7月12日にマリーンズ誕生・本拠地千葉移転25周年の記念事業として39年ぶりの都内主管試合の会場として使用した（地方開催自体が11年ぶり）。2017年は開催しなかったが、2018年は8月21日に、2019年は8月22日に、それぞれ開催された。2020年から2022年までは開催していなかったが、2023年に対埼玉西武戦、2025年に対東北楽天戦がそれぞれ開催された。

##### 埼玉西武ライオンズ
埼玉西武ライオンズは2018年4月17日に「ライオンズクラシック2018」として、初めて東京ドームでの主催試合を開催。2020年4月21日にも主催試合が開催される予定だったが、新型コロナウイルスの影響でプロ野球の開幕が延期となり、中止となることが決定した。2023年は5年ぶりに、4月18日に対ソフトバンク戦が開催された。2025年も7月14日に対日本ハム戦が開催された。

##### 東京ヤクルトスワローズ
東京ヤクルトスワローズは2020年の東京オリンピック・パラリンピック開催期間中とその前後は、本拠地である明治神宮野球場が資材置き場・VIP待機場所として使用されるため7月6日から9月13日の2か月以上にわたり利用不能になることから、東京ドームでの主催試合を7月上旬から9月上旬にかけて11試合行う予定であったが、新型コロナウイルスの影響で東京オリンピック・パラリンピックとも開催が延期されたため、東京ドームでの主催試合分はすべて明治神宮野球場での開催に変更になった。2021年は延期となった東京オリンピック・パラリンピック開催期間中とその前後は、本拠地である明治神宮野球場が資材置き場・VIP待機場所として使用されるため7月中旬から9月上旬まで利用不能になることから、東京ドームでの主催試合が8月27日から29日（対DeNA・3試合）、および9月3日から5日（対広島・3試合）の計6試合が開催された。
また同年の日本シリーズはヤクルトが進出したが、シーズン日程消化に伴うシリーズ延期に伴い専用球場である明治神宮野球場の使用日程が第52回明治神宮野球大会と重なったことから、11月23日 - 25日に行うホームゲームはすべて東京ドームで行われた。

##### 横浜DeNAベイスターズ
横浜DeNAベイスターズは2020年の東京オリンピックにおいて本拠地の横浜スタジアムが野球・ソフトボールの会場として使用することから準備を含め6月9日から8月23日までの約2か月半利用不能になることから、東京ドームでの主催試合を6月下旬から7月上旬にかけて6試合行う予定としていたが、東京ヤクルトスワローズと同じく、東京オリンピックの開催が延期になったことを受けて、すべて横浜スタジアムでの開催に変更になった。2021年は延期となった東京オリンピックの野球・ソフトボール競技の会場として横浜スタジアムが使用することから準備を含め6月中旬から8月中旬まで利用不能となることから、東京ドームでの主催試合が6月18日から20日（対広島・3試合）、および8月17日から19日（対阪神・3試合）の計6試合が開催された。

#### オールスターゲーム
- オールスターゲームが1988年、1991年、1993年、1996年、2000年、2002年、2007年、2015年、2019年の計9度開催された。
- フレッシュオールスターゲームも4度開催されている。

#### プロ野球その他
- オープン戦
- 1988年の「サッポロビールプロ野球トーナメント」（東京ドーム完成記念大会）を始めとする日本野球機構主催トーナメント大会
- 読売ジャイアンツ、日本ハムファイターズ（東京時代）のファン感謝デー、新入団選手発表イベント
- 1990年にはジュニア日本選手権の再試合（中日ドラゴンズ対読売ジャイアンツ、後攻ホームチームは中日）が行われた。

### 国際試合

#### ワールド・ベースボール・クラシック
ワールド・ベースボール・クラシック（WBC）では、日本戦を中心とする試合が下記の日程で開催された。
| 大会             | ラウンド                      | 日程                   | 出場国・地域と順位 （太字は上位ラウンド進出国） | 合計観客数                    |
| ---------------- | ----------------------------- | ---------------------- | ----------------------------------------------- | ----------------------------- |
| 2006年 （第1回） | 第1R - A組 （アジアラウンド） | 2006年3月3日 - 3月5日  | 韓国、日本、 チャイニーズタイペイ、中国         | 100,964人                     |
| 2009年 （第2回） | 第1R - A組 （東京ラウンド）   | 2009年3月5日 - 3月9日  | 韓国、日本、 中国、チャイニーズタイペイ         | 170,112人                     |
| 2013年 （第3回） | 第2R - 1組 （東京ラウンド）   | 2013年3月8日 - 3月12日 | 日本、オランダ、 キューバ、チャイニーズタイペイ | 170,658人                     |
| 2017年 （第4回） | 第1R - B組 （東京ラウンド）   | 2017年3月7日 - 3月10日 | 日本、キューバ、 オーストラリア、中国           | 206,534人                     |
| 2017年 （第4回） | 第2R - E組 （東京ラウンド）   | 同年3月12日 - 3月15日  | 日本、オランダ、 イスラエル、キューバ           | 209,072人                     |
| 2023年 （第5回） | 第1R - B組 （東京ラウンド）   | 2023年3月9日 - 3月13日 | 日本、オーストラリア、 韓国、チェコ、中国       | 180,988人※ 日本戦以外は非公表 |
| 2023年 （第5回） | 準々決勝                      | 同年3月15日 - 3月16日  | 日本、キューバ、 オーストラリア、イタリア       | 76,784人                      |

#### その他の国際試合
- アジアシリーズ（2005 - 2008年）、アジアプロ野球チャンピオンシップ、WBSCプレミア12などの国際試合
- 日米野球などの国際親善試合

### メジャーリーグベースボール（MLB）公式戦
MLBの公式戦（開幕シリーズ）が、下記の日程で行われた。また、2003年3月25日・26日にもオークランド・アスレチックスVSシアトル・マリナーズが行われる予定だったが、米英によるイラクへの武力行使によりMLBとMLB選手会が選手などの渡航の安全を十分に確保できない恐れがあると判断し、中止となった。
| 開催日        | ビジター球団（先攻）     | スコア | ホーム球団（後攻）           | 観客動員 | 出典    |
| ------------- | ------------------------ | ------ | ---------------------------- | -------- | ------- |
| 2000年3月29日 | シカゴ・カブス           | 5 - 3  | ニューヨーク・メッツ         | 55,000人 | [ 110 ] |
| 2000年3月30日 | ニューヨーク・メッツ     | 5 - 1  | シカゴ・カブス               | 55,000人 | [ 111 ] |
| 2004年3月30日 | ニューヨーク・ヤンキース | 3 - 8  | タンパベイ・デビルレイズ     | 55,000人 | [ 112 ] |
| 2004年3月31日 | ニューヨーク・ヤンキース | 12 - 1 | タンパベイ・デビルレイズ     | 55,000人 | [ 113 ] |
| 2008年3月25日 | ボストン・レッドソックス | 6 - 5  | オークランド・アスレチックス | 44,628人 | [ 114 ] |
| 2008年3月26日 | ボストン・レッドソックス | 1 - 5  | オークランド・アスレチックス | 44,735人 | [ 115 ] |
| 2012年3月28日 | シアトル・マリナーズ     | 3 - 1  | オークランド・アスレチックス | 44,227人 | [ 116 ] |
| 2012年3月29日 | シアトル・マリナーズ     | 1 - 4  | オークランド・アスレチックス | 43,391人 | [ 117 ] |
| 2019年3月20日 | シアトル・マリナーズ     | 9 - 7  | オークランド・アスレチックス | 45,787人 | [ 118 ] |
| 2019年3月21日 | シアトル・マリナーズ     | 5 - 4  | オークランド・アスレチックス | 46,451人 | [ 119 ] |
| 2025年3月18日 | ロサンゼルス・ドジャース | 4 - 1  | シカゴ・カブス               | 42,365人 | [ 120 ] |
| 2025年3月19日 | ロサンゼルス・ドジャース | 6 - 3  | シカゴ・カブス               | 42,367人 | [ 121 ] |

### アマチュア・学生野球など
- アマチュア野球では都市対抗野球大会、全日本大学野球選手権大会、白龍旗、紅龍旗、蒼龍旗実業団野球大会が毎年開催されている。
- モルツ球団を主催とするサントリードリームマッチが毎年7〜8月ごろの月曜日に1試合開催されている。
- プロ野球マスターズリーグの東京ドリームズが本拠地として使用していた。
- 2021年に延期となった東京オリンピックが開催されるのに伴い明治神宮野球場が使えなくなったため、夏の高校野球東東京大会・西東京大会の準決勝、決勝が開催された。
- 2022年には全国高等学校女子硬式野球選抜大会決勝が開催され、以降毎年巨人戦の試合後に開催されている[122]。
- その他「全日本中学野球選手権大会 ジャイアンツカップ」や「高校女子硬式選抜チーム対イチロー選抜 KOBE CHIBEN」など[123]、読売ジャイアンツや読売新聞社の関係する試合が行われている。

### 優勝決定に関する記録
東京ドームでセントラル・リーグ優勝決定時に胴上げされた巨人の監督は、1990年の藤田元司、2000年の長嶋茂雄、2007年・2009年・2012年 - 2013年、2020年の原辰徳の3人。1990年と2000年の優勝決定は、ともに背番号7をつけた巨人の選手（1990年-吉村禎章、2000年-二岡智宏）がサヨナラホームランで優勝を決めている。2007年もサヨナラ勝ち（宮本慎也のサヨナラエラーによるもの）による優勝決定で、相手選手を抑えた優勝決定は2009年と2012年・2013年の3回のみ（2020年は引き分け〈対戦相手はヤクルト〉）。日本シリーズで東京ドームで優勝を決めて胴上げされた巨人の監督は、1994年と2000年の長嶋、2012年の原の2人のみ。
巨人の監督の胴上げに比べて、巨人の対戦相手チームの胴上げは少ない。セ・リーグは2006年の中日ドラゴンズ（監督・落合博満）、2016年の広島東洋カープ（監督・緒方孝市）、日本シリーズは2008年の埼玉西武ライオンズ（監督・渡辺久信）、2019年の福岡ソフトバンクホークス（監督・工藤公康）の4例だけで、開場からこれらまでの期間が長く、その間は「巨人が東京ドームで敵将の胴上げを見ることはない」ジンクスとされていた。後楽園球場で最後に巨人が敵将の胴上げを見たのは、セ・リーグは1975年の広島東洋カープ（監督・古葉竹識）、日本シリーズは1977年の阪急ブレーブス（監督・上田利治）までさかのぼる。
対して日本ハムファイターズは、東京ドームを本拠地とする時代はリーグ優勝自体がなかった。本拠地移転後の2006年のアジアシリーズで優勝し、ようやく東京ドームでの胴上げを果たしている。
巨人以外で初めて日本シリーズの主催チームとなった東京ヤクルトスワローズは、2021年の第5戦で勝利すれば東京ドームでの優勝決定であったが、惜しくも敗戦している。
2024年現在、プロ野球チームとして東京ドームでの優勝を経験していないのは、セントラル・リーグのヤクルトと、パシフィック・リーグのオリックスと楽天の計3球団のみである。

#### 東京ドームでの優勝決定チーム一覧
アジアシリーズ
- 2005年11月13日 ロッテ5-3三星 観衆37,078人
- 2006年11月12日 日本ハム1-0La New 観衆24,580人
- 2007年11月11日 SK5-6中日 観衆21,091人
- 2008年11月16日 西武1x-0統一 観衆18,370人

日本シリーズ
- 1994年10月29日 巨人3-1西武 観衆46,307人
- 2000年10月28日 巨人9-3ダイエー 観衆44,033人
- 2008年11月9日 巨人2-3西武 観衆44,737人
- 2012年11月3日 巨人4-3日本ハム 観衆45,018人
- 2019年10月23日 巨人3-4ソフトバンク 観衆44,708人

クライマックスシリーズ
- 2007年10月20日 巨人2-4中日 観衆46,081人
- 2008年10月25日 巨人6-2中日 観衆46,797人
- 2009年10月24日 巨人8-2中日 観衆46,535人
- 2012年10月22日 巨人4-2中日 観衆44,351人
- 2013年10月18日 巨人3-1広島 観衆46,081人
- 2014年10月18日 巨人4-8阪神 観衆46,311人
- 2019年10月13日 巨人4-1阪神 観衆45,931人
- 2024年10月21日 巨人2-3DeNA 観衆41,856人

パシフィックリーグ
- 1992年9月30日 日本ハム5-14西武 観衆52,000人

セントラルリーグ
- 1990年9月8日 巨人3x－2ヤクルト 観衆56,000人
- 2000年9月24日 巨人5x-4中日 観衆55,000人
- 2006年10月10日 巨人3-9中日 観衆42,030人
- 2007年10月2日 巨人5x-4ヤクルト 観衆46,260人
- 2009年9月23日 巨人5-3中日 観衆46,335人
- 2012年9月21日 巨人6-4ヤクルト 観衆46,290人
- 2013年9月22日 巨人2-1広島 観衆46,246人
- 2016年9月10日 巨人4-6広島 観衆46,643人
- 2020年10月30日 巨人3-3ヤクルト 観衆18,055人

WBSCプレミア12
- 2015年11月21日 韓国8-0アメリカ合衆国 観衆40,114人
- 2019年11月17日 日本5-3韓国 観衆44,960人

## 野球以外での利用
東京ドームは野球興行以外にも多目的利用ホールとして活用されている。多目的ホールとして1990年代半ばまでは首都圏最大級の規模であり、東京都心部のランドマークとしても非常に存在感があったことから、主に関東域外の地方自治体や観光協会が開催する地方物産展などの物販催事、富士通をはじめとした大手企業の新製品展示会など、いわゆる見本市会場的な用途としてもコンスタントな需要があった。

### コンサート会場
東京ドームでコンサートをする場合、音がかなりこもるため、スピーカーの設置などには注意を要する。年々、残響音対策や騒音対策のノウハウが蓄積されていき、現在はドーム内全体を黒いカーテンで覆うようにしている（1階席のみ）。
コンサートで利用する場合、消防法と警視庁からの指導、および観客の転落防止のため、2階席と外野席の最前列（1列目）は緩衝地域となり、原則として客席としては利用できない。ただし、近年は一部の公演で客席として使用する場合がある。
演奏は近隣住民の騒音への配慮により、原則として午後9時30分（年末のカウントダウン公演は、午前0時30分）以降は音を出さない。ただし、終演が規定時刻を超過した公演もある。
- AKB48のコンサートで使用している様子
- 東京ドームの野球以外の利用における、2階1列目を座席として使用する時の注意書き

### 自転車競技
東京ドームは後楽園競輪場跡地に建てられており、将来の後楽園競輪復活も視野に入れているため、グラウンド地下には一周400メートルのバンク（競走路）が格納されている。かつては「サイクルスポーツフェスティバル」と題して、模擬競輪など競輪・自転車競技に関するイベントが行われたが、同イベントは2008年を最後に開催が途絶えている。
世界選手権自転車競技大会とオリンピックは走路の周長と設備面から、現状は国際自転車競技連盟の特別承認を得ないと開催できない。東京オリンピックの自転車競技トラックレースは伊豆ベロドロームにて行われた。

### 格闘技
- 1988年と1990年に日本テレビ・電通・帝拳プロモーションのタイアップでマイク・タイソンのプロボクシング統一世界ヘビー級タイトルマッチが行われた（2度とも前座に新日本木村ボクシングジム所属の日本王者によるチャンピオンカーニバルの防衛戦を実施）。1988年3月21日の東京ドームこけら落とし（翌22日にはミック・ジャガーのコンサートも開催）となるマイク・タイソン 対 トニー・タッブス戦では、王者マイク・タイソンがKO勝ち。1990年2月11日のマイク・タイソン 対 ジェームス・ダグラス戦では、挑戦者のジェームス・ダグラスがKO勝ちし、世界ヘビー級王座を獲得するという歴史に残る大番狂わせが演じられた[126]（なおその際の前座試合で辰吉丈一郎のプロ2戦目も組まれた[127]）。
- 1989年ではじめて格闘衛星☆闘強導夢を開催してから新日本プロレスが毎年プロレス興行を行っている。1992年からは毎年1月4日に行われることが恒例となり[注 20]、それ以外にも年3大会ほど東京ドームで興行を行っていたが、2007年からは毎年1月4日の1大会のみとなった[注 21]。詳細は「新日本プロレスの東京ドーム興行」参照。
  - 1990年代の新日本プロレス主催の大会は「闘強導夢」という当て字が使用されていた。また、2007年以降はほぼ全ての大会が「レッスルキングダム」として行われている。
- 1994年11月20日、全日本女子プロレス「憧夢超女大戦」が開催された。
- 1995年10月9日、新日本プロレスとUWFインターナショナルの全面対抗戦「激突!!新日本プロレス対UWFインターナショナル全面戦争」が行われ、ドーム史上空前の67,000人を集めるが、ファン同士で乱闘騒ぎが起き、問題となる。
- 1997年より2006年までK-1グランプリ決勝戦の会場として使用していた。2002年12月7日、K-1 WORLD GP 2002 FINALでドーム史上最高の74,500人を動員。
- 総合格闘技「PRIDE」では1997年10月11日のPRIDE.1を始め5度開催された。
- 1998年から1999年、2001年に全日本プロレスがプロレス興行を行った。詳細は「全日本プロレス 東京ドーム大会」参照。
- 2004年、2005年、2023年にプロレスリング・ノアがプロレス興行を行った。詳細は「プロレスリング・ノア 東京ドーム大会」参照。
  - 2023年の大会は武藤敬司の引退興行として行われた。
- 2017年、2021年にDDTプロレスリングが「無観客による路上プロレス」形式による興行を開催。2017年は高木三四郎対鈴木みのる1試合のみの開催で、鈴木の勝利[128]。2021年は、5チームによる勝ち残り形式の8人タッグマッチという形式で行われた[129]。
- 2021年6月13日、格闘技団体・RIZINの大会「RIZIN.28」が行われた。
- 2022年6月19日、那須川天心 対 武尊戦をメインとするキックボクシングの大会「THE MATCH 2022」が開催され、56,399人もの観衆を集めた[130]。
- 2024年5月6日、東京ドームでは34年ぶりとなるボクシング興行として井上尚弥 対 ルイス・ネリ戦が行われた。

### アメリカンフットボール
- NFLのプレシーズンマッチ「アメリカンボウル」は1989年の初開催以来13回開催されていた[131]。
- 社会人アメリカンフットボールリーグのXリーグでは、優勝決定戦であるライスボウルの試合会場となる他、春季のトーナメント戦であるパールボウルの決勝戦や一部の公式戦も開催される。

- アメリカンフットボールのXリーグで使用する際のフィールドの様子。バックネットからセンター方向にグリッドアイアンが敷かれる
- アメリカンフットボールのゴールポスト
- アメリカンフットボールで使用時の電光掲示板
- 同、バックネット側電光掲示板

### フィギュアスケート
- 2023年2月26日には、羽生結弦による単独アイスショー公演『GIFT』が行われた。同公演のために東京ドーム史上初となる60m×30mのスケートリンクが設営された[132]。

### その他スポーツ
- 1993年にJリーグのプレシーズンマッチで使われた。そのために簡易装着できる天然芝、ビッグエッグターフが開発されている。1994年2月にもジュビロ磐田vsクルゼイロECの試合が行われた[133]。
- 1996年11月7日・8日にNBAの公式戦が行われた[134]。
- 2003年、当時来日していたレアル・マドリードが公開練習を行う。
- 2016年6月23日には初となるソフトボールの試合『日米対抗ソフトボール』が行われた[135]。

### イベント・その他
- 1988年から1992年、1998年に「アメリカ横断ウルトラクイズ」（日本テレビ）の第一次予選に前身の後楽園球場から引き続き使用されていた。
- 1991年より、毎年2月に「世界らん展日本大賞」が開催されている。らん展をメインにした、はとバスなどのパッケージツアーが多く組まれている。また同じ冬の時期に「テーブルウェア・フェスティバル」も行われており、これらは毎年冬の東京ドームの風物詩となっている[136]。なお、2021年以降の「世界らん展日本大賞」、2021年・2022年の「テーブルウェア・フェスティバル」は新型コロナウイルスの影響で、東京ドーム以外での開催となっている。なお、同じく東京ドームではかつて「東京国際キルトフェスティバル」（2002年 - 2020年）も行われており、これもまた冬の風物詩であった。
- 1999年8月、コナミが『遊☆戯☆王』のコンピューターゲームとカードゲームの合同イベントを開催。来場者数についての予測の甘さや人員誘導スタッフの絶対的な不足など、開催側の不備が原因でドーム内外で混乱が発生、マスコミにも取り上げられた[137]。
- 2001年には『パール・ハーバー』、2008年にも『スピード・レーサー』試写会が行われた。
- 2003年にハロー!プロジェクト（モーニング娘。や松浦亜弥、そして、その他のハロプロメンバー）による「Hello!Project スポーツフェスティバル」を開催した。
- 2006年7月22・23日両日、スーパー戦隊シリーズ30作品と仮面ライダーシリーズ35周年を記念し、歴代仮面ライダーと戦隊が一堂に会した「東京ドームWヒーローフェスティバル」（東映、テレビ朝日主催）が開催された[138]。
- 2009年9月29日・30日に、ペ・ヨンジュン出演のイベントが、2日間行われた。29日は観客の前で初めてチェ・ジウと共にイベントを行なった。
- 1990年から1992年にかけて、立正大学が入学試験会場としてグラウンドを使用したことでも話題になった[139]。ただし、これは校舎建て替えに伴うものである。
- 大手百貨店の三越が、入社式と社員大運動会を東京ドームを借り切り同日開催したことがある。入社式に続き運動会を開催したため社員全員がジャージー姿で出席した。開催年度は不明。
- 2009年より、毎年1月に日本各地の特産品や伝統行事が集結する「ふるさと祭り東京」が開催される。前述の「世界らん展日本大賞」「東京国際キルトフェスティバル」「テーブルウェア・フェスティバル」同様に、毎年冬の東京ドームの風物詩となっている。2021年は新型コロナウイルスの影響でオンライン開催、2022年は東京ドーム内改修工事のため屋外開催予定だったが中止され、2023年に東京ドームでの通常開催が復活したものの、同年で終了となった[140]。なお、2025年を目途に新たな同種のイベントを開催する方向で検討されている。
- 2011年4月27日 - 5月1日、テレビアニメ「ONE PIECE」のイベント「ワンピース ドームツアー」が行われた[141]。
- 2011年と2015年と2016年にSCRAP主催の体感型謎解きイベントである『リアル脱出ゲーム』が開催され、2011年はオリジナル作『あるドーム球場からの脱出』、2015年はONE PIECEとのコラボ『頂上戦争からの脱出』東京最終公演（神宮球場で東京公演と東京追加公演を実施した）、2016年はオリジナル作『東京ドームダンジョンからの脱出』が行われた。
- 2013年5月5日の巨人対広島戦開始前には、長嶋茂雄、松井秀喜の国民栄誉賞授与式が行われた。
- 2019年9月4日には、ジャニーズ事務所の創業者であるジャニー喜多川の「お別れの会」が行われた。
- 2019年11月25日には、ローマ教皇フランシスコのミサが行われた。
- 2021年8月17日から2022年5月26日まで、文京区・新宿区・港区の合同[注 22]でCOVID-19ワクチン集団接種会場となった。
- 2023年6月1日には著名ゲーム実況者四名によるイベント「TOP4 in Tokyo Dome」が、翌2024年10月31日にはそのうちのキヨによる単独イベント「キヨの東キヨドーム」が行われた。
- 2024年2月18日、ニッポン放送のラジオ番組「オードリーのオールナイトニッポン」のイベントが行われた[142]。単独によるお笑い芸人の東京ドームライブとしては1987年11月7日に行われたとんねるずのライブ（「とんねるず NO TEUCHI ライヴ 東京ドーム"ビッグ・エッグ"」）以来2組目、歌手活動でない単独でのお笑い芸人イベントとしては史上初となった。

- 世界らん展日本大賞（2011年2月撮影）
- ふるさと祭り東京（2010年1日撮影）

## 看板広告
バックネットのフェンス広告は2004年（平成16年）から電動により広告パターンを複数出せるようになっている。オールスターゲームが開催される場合は、オールスターゲームの冠スポンサーの広告を掲出している。日本シリーズが開催される場合もオールスター同様に冠スポンサーの広告を出している。
外野に12枚（左翼6枚、右翼6枚〈開設当初は9枚：左翼5枚、右翼4枚〉）の巨大看板が設置されている。プロ野球開催時にこの巨大看板に直撃するホームランを打った選手に対して「東京ドーム・ビッグボードホームラン賞」として100万円の賞金 かそれに相当するスポンサー商品が贈呈される。
かつてはライト側の柱広告に直撃するホームランを打った選手に300万円の賞金が贈呈されていたが、契約終了により2006年（平成18年）に廃止されて広告が撤去された。
東京ドームは、消費者金融の会社の広告を一切出していない。以前に大阪近鉄バファローズが消費者金融のアコムとスポンサー契約を新たに結び、ヘルメットに同社名を記したことを、巨人の渡邉恒雄オーナーが「プロ野球の品位を汚す。消費者金融の広告など、子供に見せられない。東京ドームは、消費者金融の広告は一切ない」と痛罵したが、その発言時は東京ドームでも同業のプロミスの広告が出されていた。その後シーズンオフに、次年度の広告掲載の契約更新の際、東京ドームがプロミスに「来年の広告掲載の更新は見送って欲しい。状況を理解して欲しい」と更新を行なわない旨を通達し、プロミスも了承し、消費者金融の広告は一切排除された。
バックスクリーンは開場当時は両サイドの広告（同一企業のもの2枚）を貼るのみだったが、その後中央部分に「プリズマビジョン」と呼ばれる回転板が張られるようになった。
かつては室内広告として、試合約40分前、3回裏、5回裏、7回裏のグランド整備の間、ゲームセットコールの直後と客出しの間の15 - 20分間に、ビッグヴィジョンへ生中継できるカメラとサンプル商品などを投下する3つの小型気球、それぞれを装備可能な無人飛行船が飛行しており、巨人勝利の際はヒーローインタビューのTVのカメラフレームに入り込むように飛行していた。
先述の通り、2022年の映像装置の大型化により、従来の看板型のものから電光掲示板へのサイネージ表示を採用したことで様々な広告パターンを表示できるようになったが、ビジョンに打球を当てた場合の賞については原則として巨人主催の公式戦のみとなった。

## エピソード
- こけら落としを名乗るものは最初の催事である巨人対阪神タイガースのオープン戦[148] の他[149]、美空ひばりの復活コンサートがある[150][151]。その間に東京ドームオープニングイベントとして行われた世界各国のマーチングバンドとTHE ALFEEの共演によるコンサート、マイク・タイソンの世界タイトル防衛戦、ミック・ジャガーやHOUND DOG、BOØWYのコンサートが行われているがこれらの扱いは不明で、これら全てがこけら落としと表現されていることもある[152][153]。

野球・球団関連のエピソード
- 公式戦での初本塁打は、ヤクルトスワローズのダグ・デシンセイが桑田真澄から放ったものである（巨人の東京ドーム公式戦初本塁打はウォーレン・クロマティが尾花高夫から記録）。試合での初本塁打はオープン戦初戦の吉村禎章が初の打者となる[要出典]。
  - 初の公式戦勝利投手は尾花、公式戦セーブは伊東昭光、公式戦敗戦投手は桑田。[要出典]
- 1990年8月10日、読売ジャイアンツ - 中日ドラゴンズ戦が行われる予定だったが、当日接近した台風の影響で東海道新幹線がストップ、名古屋から中日の選手陣が上京できなくなったため、当日の試合は中止になった[154]。これは日本のドーム球場にて試合中止となった最初の事例である。
- 2004年にストロングリーグによっておこなわれた全国軟式野球統一王座決定戦・ジャパンカップの決勝戦では、草野球大会としてはじめて沖縄県のチームが来場し千葉県代表チームに勝利し優勝を飾り、胴上げをおこなった。
- 2014年3月30日、プロ野球巨人対阪神3回戦で、試合中に大竹寛が打ったフライを追いかけた西岡剛が味方選手の福留孝介と激突。西岡は頭から地面に叩きつけられたため起き上がれず、その場で西岡を診察した医師の判断により、試合中[注 23] であったがグラウンド内に救急車を直接乗り入れさせ病院へ搬送させた。救急車はバックスクリーン下の車両搬入口からシャッターを開閉して出入りした[155]。
- 2018年3月21日、当日神宮球場で開催予定であった東京ヤクルトスワローズ対読売ジャイアンツのオープン戦が雨天中止となったため、当初から雨天中止の場合は東京ドームでの練習を予定していた巨人がヤクルトに東京ドームでの練習試合を提案し、ヤクルト側も応じたため、場所を東京ドームに移して無観客での練習試合が急遽行われた[156]。なおこの試合は、巨人がビジター用のユニホームで先攻、ヤクルトがホーム用で後攻と、当日予定されていたオープン戦と同じ方式で行われた。
- 日本ハムの東京ドーム時代のマスコットキャラクター・ファイティーは、当初北海道への移転とともに役目を終える予定だったが、女性を中心としたファン達の嘆願により東京ドームでの主催試合限定のマスコットキャラクターとして2005年（平成17年）まで登場し、2006年（平成18年）以降は重大イベント限定での登場となった。日本ハム戦は親会社の商品マスコットであるハムリンズも2005年以降登場している。
- 球団が運営する女子硬式野球チームの交流戦 巨人対阪神戦で、2025年7月20日 (3回目の開催)に阪神・安藤蓮姫(右投左打 捕手)の打球が右越本塁打となり、球場および交流戦併せて「スタンドインの本塁打」を放ったのはこれが初記録となった (硬式球・金属バット、落下地点は右ポール側F19 最前列付近)[157]。

野球以外のエピソード
- X JAPANのコンサートの際、「X」のサビで両手をX字にしてジャンプする「Xジャンプ」のパフォーマンスが定番になっているが、東京ドームで5万人がジャンプすると振動が東京ドーム外へおよぼされるため、文京区は「X」に演奏を自粛要請したが、YOSHIKIは強行した。10年後の復活ライブ「攻撃再開 2008 I.V.〜破滅に向かって〜は「ジャンピング禁止」の張り紙が各所に貼られるも決行された。文京区と東京ドーム側の東京ドーム使用の条件は「Xジャンプを誘導しないこと」であったため、ファン各々が自発的に行ったとして不問となる。しかし、2009年以降、X JAPANは「Xジャンプ」の禁止を理由に東京ドームで公演を行っていない[158]。
- 一部の興行やジャニーズ事務所系の場合は、主催者の意向により、球場内の売店でのアルコール類の販売が行われない場合があるが、バーガーショップなど球場外の売店で販売されている。ただし、アルコール類の持ち込みや飲酒状態での入場が禁止になる興行もある。

その他
- 台湾ではドーム球場や大型屋内競技場のことを巨蛋と呼ぶが、これは東京ドームの愛称であるBIG EGGをそのまま直訳したものが由来となっている[159]。
- 東京ドームは、巨人の本拠地だけに読売新聞グループ本社の子会社であると捉えられる場合があるが、2021年3月までは同社との資本関係は無く、資本的にみずほ銀行や富国生命保険・竹中工務店などとの関係が強かった[160]。2020年11月から約2か月間行われた三井不動産による株式公開買付け（TOB）に伴い、同社が2021年4月に株式会社東京ドームを一時的に完全子会社化した後、東京ドーム株の20%を読売新聞グループ本社に売却したため、初めて同社との資本関係が生じた[161][162]。ただし、企業としての株式会社東京ドームは、株式会社よみうりランド大株主の一社であり[163]、東京ドームのTOBと同時期に行われていた読売新聞グループ本社によるよみうりランドのTOBに応募していたため、よみうりランドとの連携も強化されたことになる[164]。

### 球場使用料
東京ドームの球場使用料は、2023年4月現在は7時から24時までの1日で観客数に関係なく税抜きで平日1,980万円、休日2,200万円。（2023年3月までは1700万円）ただし、観客を入れない場合は準備日料金となり1日825万円である。この高い使用料が日本ハムの札幌移転の理由の1つとなった。
この金額は照明、アナウンス、ゴミ掃除など観客を入れるための各種オプションも含まれた金額である。オフシーズン、平日、昼間、草野球（2時間程度）、オプション無し、などの条件であれば50万程度で貸し切ることができる。使用に関しては22時以降0時20分までや23時30分から深夜5時までという深夜の使用も認められている。ただし、12月～2月までの間については草野球の貸出を行っていない。

## 東京ドームMVP賞
1980年に後楽園MVP賞として制定された球場独自の表彰で、1988年の東京ドーム開場時に東京ドームMVP賞に改称された。東京ドームを本拠地とする球団に属する選手（創設当初は巨人・日本ハム、2004年以降は巨人のみ）で、同球場で最も活躍した選手1名を表彰し、記念プレートを球場内コンコースに永久展示する。賞金は300万円。年度によって「特別賞」や「新人特別賞」などが贈られる場合がある。
2024年シーズン終了時点で最多受賞者は打者は小笠原道大の6回、投手は菅野智之の4回。
| 2003年まで | 2003年まで           | 2003年まで           | 2003年まで                                  | 2003年まで |
| 年度       | MVP賞                | MVP賞                | MVP特別賞                                   | 出典       |
| 年度       | 読売ジャイアンツ     | 日本ハムファイターズ | MVP特別賞                                   | 出典       |
| ---------- | -------------------- | -------------------- | ------------------------------------------- | ---------- |
| 1980       | 江川卓               | 木田勇               |                                             |            |
| 1981       | 角三男               | 柏原純一             |                                             |            |
| 1982       | 松本匡史             | 工藤幹夫             |                                             |            |
| 1983       | 原辰徳               | 島田誠               |                                             |            |
| 1984       | 篠塚利夫             | T.クルーズ           |                                             |            |
| 1985       | 吉村禎章             | 古屋英夫             |                                             |            |
| 1986       | W.クロマティ         | 田村藤夫             |                                             |            |
| 1987       | 原辰徳(2)            | 白井一幸             |                                             |            |
| 1988       | B.ガリクソン         | 佐藤誠一             |                                             |            |
| 1989       | W.クロマティ(2)      | 西崎幸広             | 藤田元司                                    |            |
| 1990       | 吉村禎章(2)          | 松浦宏明             |                                             |            |
| 1991       | 川相昌弘             | 柴田保光             |                                             |            |
| 1992       | 石毛博史             | 五十嵐信一           |                                             |            |
| 1993       | 川相昌弘(2)          | M.ウインタース       |                                             |            |
| 1994       | 斎藤雅樹             | 田中幸雄             |                                             |            |
| 1995       | 木田優夫             | K.グロス             | 原辰徳                                      |            |
| 1996       | 松井秀喜             | 片岡篤史             |                                             |            |
| 1997       | 松井秀喜(2)          | 金子誠               |                                             |            |
| 1998       | 高橋由伸             | 片岡篤史(2)          |                                             |            |
| 1999       | 上原浩治             | 小笠原道大           |                                             |            |
| 2000       | 仁志敏久             | 小笠原道大(2)        |                                             |            |
| 2001       | 清原和博             | 小笠原道大(3)        |                                             |            |
| 2002       | 松井秀喜(3)          | 小笠原道大(4)        |                                             |            |
| 2003       | 二岡智宏             | 小笠原道大(5)        |                                             |            |
| 2004年以降 |                      |                      |                                             |            |
| 年度       | MVP賞                | MVP賞                | MVP特別賞                                   | 出典       |
| 2004       | 小久保裕紀           | 小久保裕紀           |                                             |            |
| 2005       | 阿部慎之助           | 阿部慎之助           |                                             |            |
| 2006       | 李承燁               | 李承燁               |                                             |            |
| 2007       | 上原浩治(2)          | 上原浩治(2)          |                                             |            |
| 2008       | 小笠原道大(6)        | 小笠原道大(6)        | 山口鉄也 坂本勇人                           | [ 174 ]    |
| 2009       | 坂本勇人             | 坂本勇人             | 松本哲也（新人特別賞）                      | [ 175 ]    |
| 2010       | アレックス・ラミレス | アレックス・ラミレス | 長野久義（新人特別賞）                      | [ 176 ]    |
| 2011       | 阿部慎之助(2)        | 阿部慎之助(2)        | 澤村拓一（新人特別賞）                      | [ 177 ]    |
| 2012       | 阿部慎之助(3)        | 阿部慎之助(3)        | 山口鉄也                                    | [ 178 ]    |
| 2013       | 西村健太朗           | 西村健太朗           | 菅野智之（新人特別賞）                      | [ 179 ]    |
| 2014       | 菅野智之             | 菅野智之             | 原辰徳                                      | [ 180 ]    |
| 2015       | マイルズ・マイコラス | マイルズ・マイコラス | 立岡宗一郎（敢闘賞） 高木勇人（新人特別賞） | [ 170 ]    |
| 2016       | 坂本勇人(2)          | 坂本勇人(2)          |                                             |            |
| 2017       | 菅野智之(2)          | 菅野智之(2)          |                                             |            |
| 2018       | 菅野智之(3)          | 菅野智之(3)          | 岡本和真                                    | [ 171 ]    |
| 2019       | 坂本勇人(3)          | 坂本勇人(3)          |                                             |            |
| 2020       | 菅野智之(4)          | 菅野智之(4)          |                                             |            |
| 2021       | 岡本和真             | 岡本和真             |                                             |            |
| 2022       | 大勢                 | 大勢                 |                                             |            |
| 2023       | 岡本和真(2)          | 岡本和真(2)          |                                             |            |
| 2024       | 戸郷翔征             | 戸郷翔征             | 阿部慎之助                                  |            |

※1980年から1987年までは、「後楽園MVP賞」。1988年以降は、「東京ドームMVP賞」。

## 最寄駅
- 水道橋駅（JR東日本・都営地下鉄）
  -  中央・総武緩行線
  -  三田線
- 春日駅（都営地下鉄）
  -  大江戸線
  -  三田線
- 後楽園駅（東京メトロ）
  -  丸ノ内線
  -  南北線

東京メトロ南北線飯田橋駅～後楽園駅間は、東京ドームのグラウンドの真下を通っている。

## 関連項目

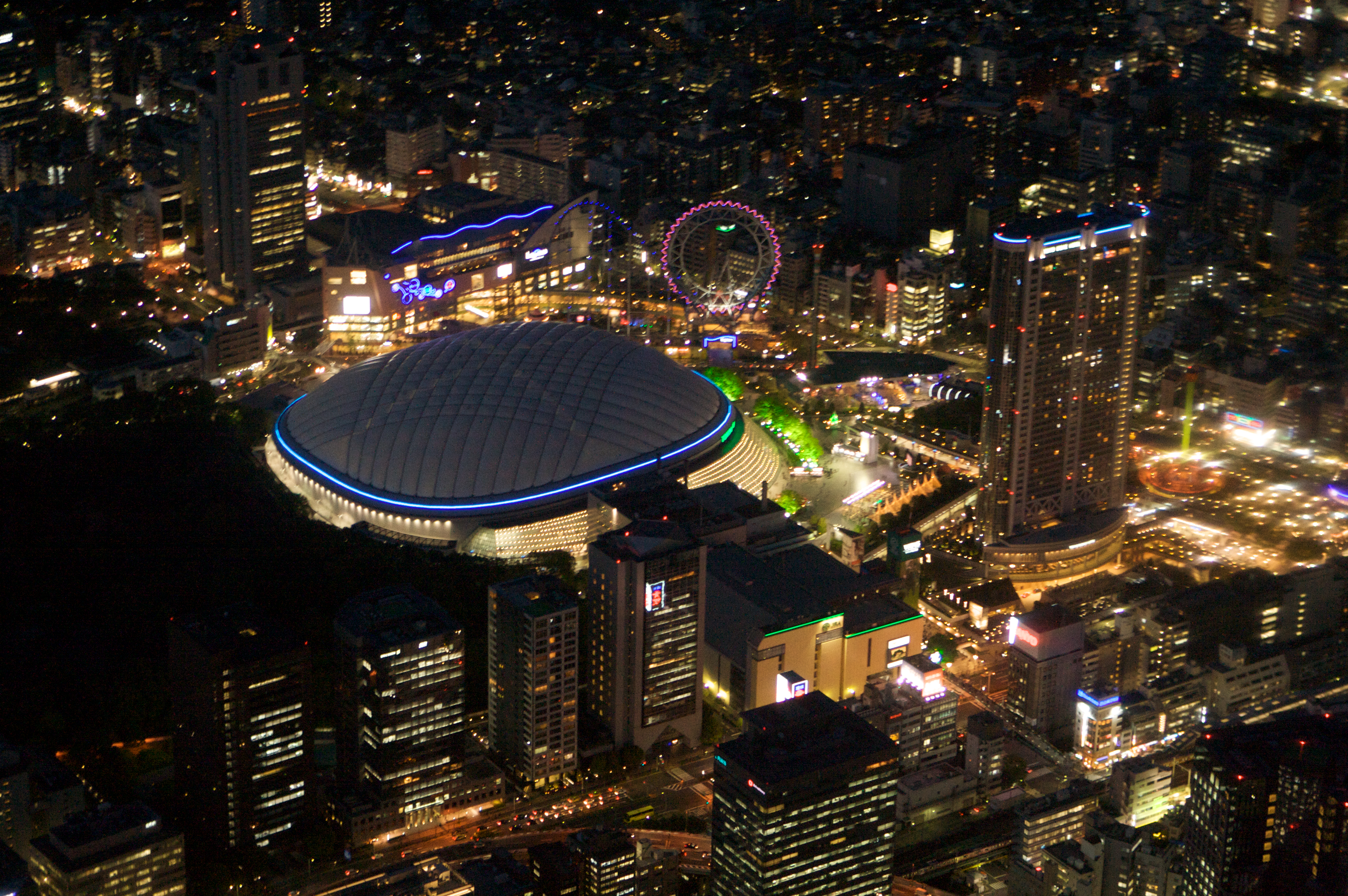
夜の東京ドームおよび東京ドームホテルを望む空中写真